# Museo de Bellas Artes de Córdoba
El Museo de Bellas Artes de Córdoba, inaugurado en 1844 en Córdoba (España), se encuentra desde 1862 en la plaza del Potro, en el antiguo Hospital de la Caridad, que también sirve de sede al Museo Julio Romero de Torres.
Esta inmueble se encuentra declarado Bien de interés cultural en la categoría de monumento desde el año 1962.
El discurso expositivo muestra la actividad artística en Córdoba desde el siglo XIV hasta la actualidad.

## Historia de la institución
El Museo de Bellas Artes de Córdoba tiene su origen en los fondos procedentes la Desamortización de Mendizábal de 1835. Junto a la labor desamortizadora se crearon unas comisiones encargadas de la gestión del patrimonio y su salvaguarda, compuesta normalmente por intelectuales y artistas. En Córdoba encontramos a Ramón Aguilar Fernández de Córdoba, Luis María Ramírez de las Casas-Deza y Diego Monroy Aguilera, quienes se dedicaron a la recogida de libros y obras de arte. Esto supuso la creación oficial del museo el 25 de octubre de 1843 (mediante acta oficial de la Comisión).
Con anterioridad a la ubicación actual, los fondos se encontraban dispersos en varios puntos de la ciudad: en las instalaciones de la Diputación de Córdoba en aquel momento en la calle Carreteras (actual Pedro López), en las Escuelas Pías, Convento de Jesús María y el Colegio de la Asunción. Ya en 1862 (23 de noviembre) comienza el traslado del fondo a la sede actual, antiguo Hospital de la Caridad.

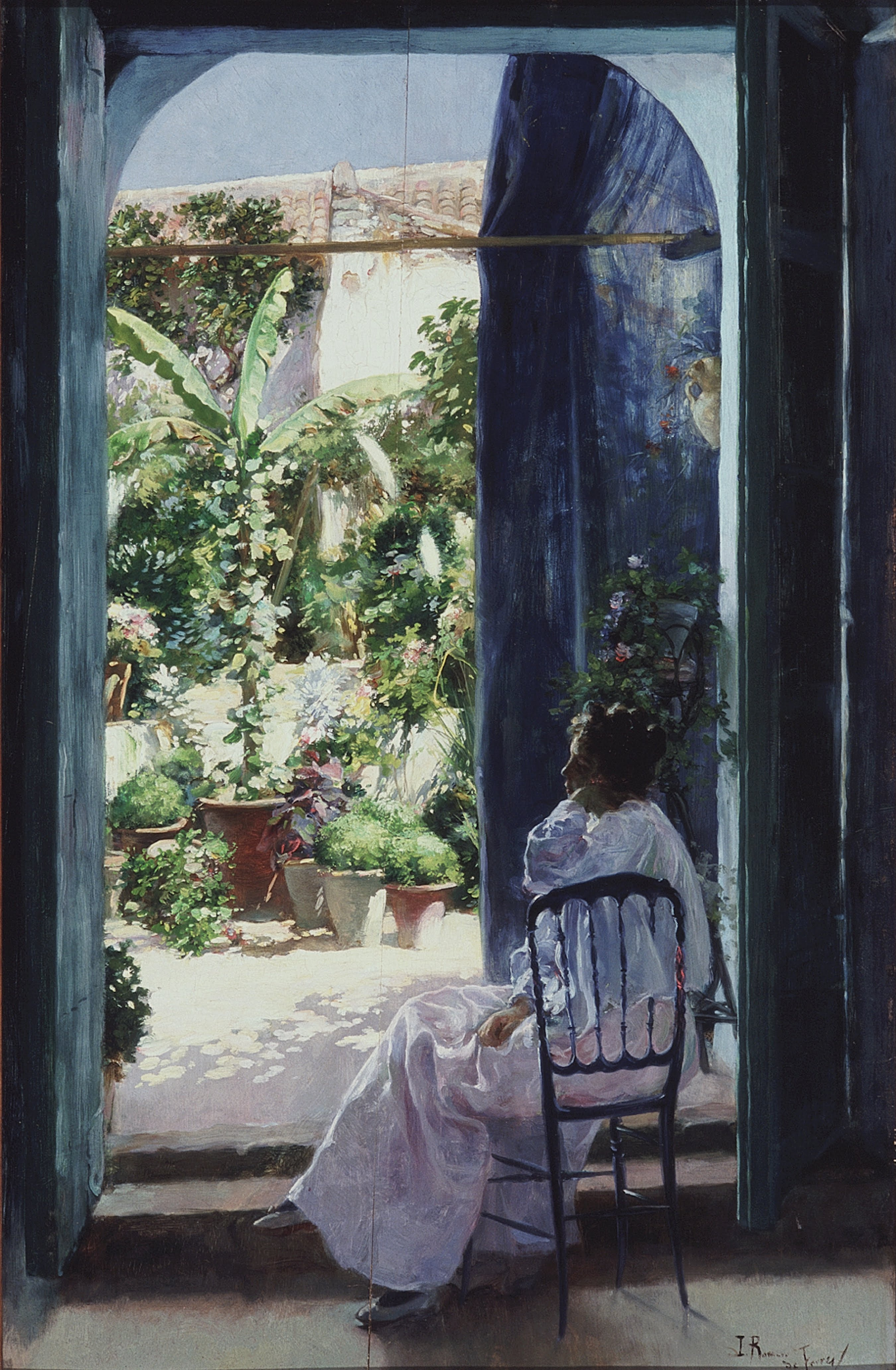
Un patio andaluz o Pereza andaluza de Julio Romero de Torres.

### Directores
- Diego Monroy Aguilera. Pintor. Primer director del museo. Se encarga del primer catálogo.
- José Saló y Junquet. Pintor.
- José Marcelo Contreras y Muñoz. Pintor.
- Ramón Aguilar Fernández de Córdoba. Bajo su dirección el museo cambia al lugar actual.
- Rafael Romero Barros. Ocupa el puesto de conservador-restaurador. Autor del tercer catálogo. Animó a la Escuela Provincial de Bellas Artes de Córdoba siendo su director.
- Enrique Romero de Torres. Hijo del anterior. Dominado por una época de esplendor en el museo, se encargó de fortalecerlo y ampliar su colección con la creación de la Sección de Arte Moderno, con obras de artistas contemporáneos. Se encargó de la gestión de donaciones y depósitos, de la ampliación de la colección de dibujos, la creación de la de grabados, cerámica y reproducciones. Y la redacción de un nuevo catálogo, fundamental para el museo. Creó en 1931 unas salas dedicadas a su hermano Julio dentro del recinto del antiguo Hospital, que sería el origen del Museo dedicado al pintor. Fue miembro de la Comisión Provincial de Monumentos como Comisario Regio de Bellas Artes. Tras la jubilación (1941) fue nombrado Director Honorario del Museo junto a Hijo Predilecto de la Ciudad y, en 1954, la Gran Cruz de Alfonso X el Sabio.
- Rafael Romero de Torres Pellicer. Sobrino del anterior; hijo de Julio Romero de Torres. Antes de su cargo como director ya trabajaba en el museo como restaurador. Tuvo una jubilación forzosa en 1971. Año en el que provisionalmente tomó el mando Manuel Nieto Cumplido, Canónigo Archivero de la Mezquita-Catedral de Córdoba, siendo él, entonces, Delegado Provincial de Cultura.
- Fuensanta García de la Torre. Accede por oposición en 1981 a la dirección del museo, hasta su jubilación en diciembre de 2012. Toma la posesión con el museo en situación de abandono consiguiendo su reapertura en 1986. Destaca de su periodo la ampliación y estudio científico de sus fondos, principalmente de la colección de dibujos, y a la presentación de estos mediante sus criterios museográficos actuales, dedicándole una sala específica.
- José María Palencia Cerezo. Director desde el 2013[3] hasta 2021.
- José María Domenech Vázquez. Actual director nombrado en marzo de 2021.

## Formación de las colecciones

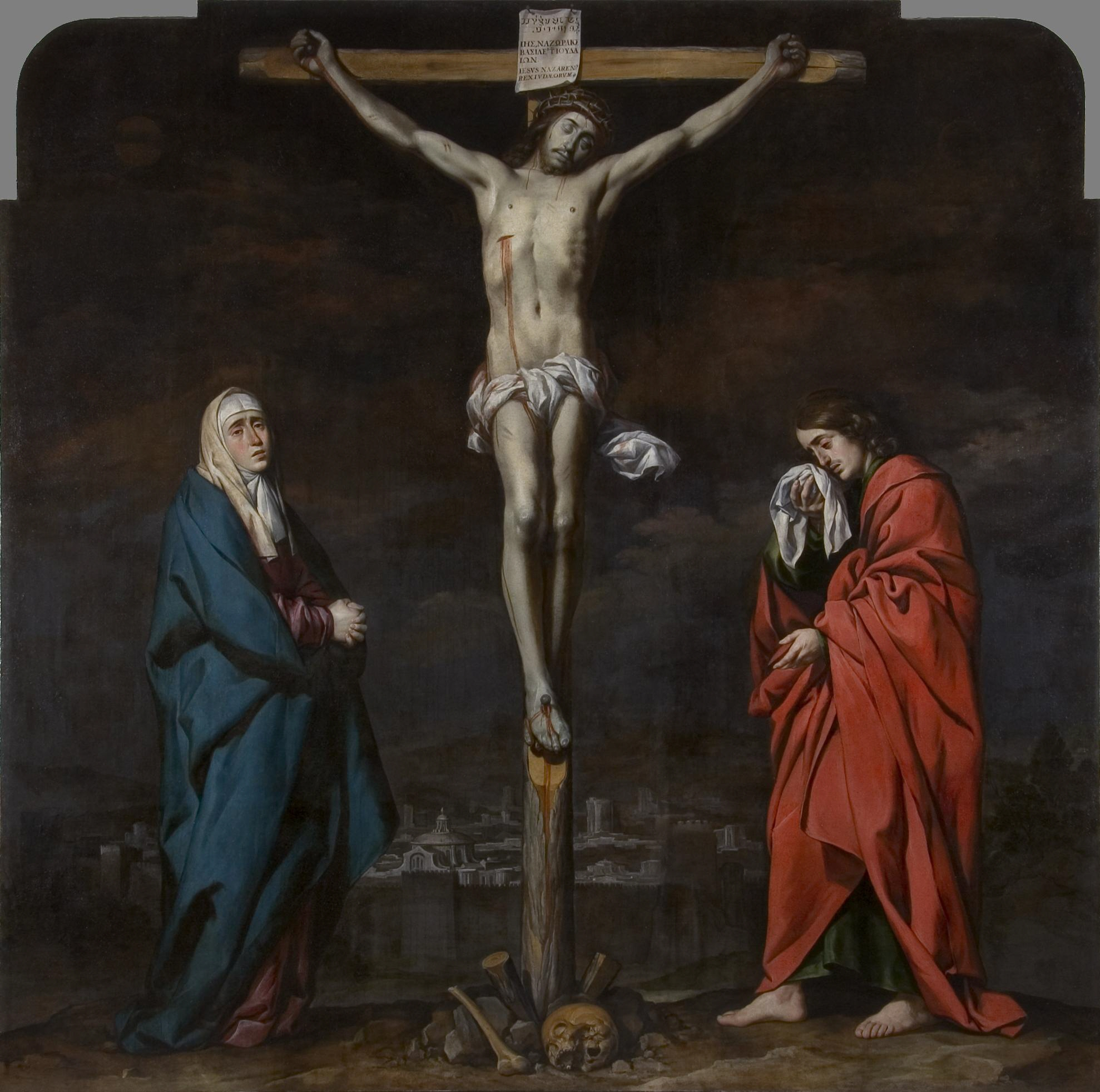
Calvario de la Inquisición, de Antonio del Castillo (c. 1649). Museo de Bellas Artes de Córdoba. Óleo pintado para presidir el salón del tribunal del Santo Oficio de la Inquisición de Córdoba, donde estaba acompañado de los retratos de los inquisidores San Pedro Mártir y Pedro de Arbués, pintados por el mismo Antonio del Castillo.

La mayoría de los fondos del museo están relacionados con el arte y los artistas de la ciudad de Córdoba o relacionado con la misma provincia, basado en su política de adquisición y en el discurso expositivo del museo. Sus cuadros más famosos datan de los siglos XVI y XVII y están firmados por pintores como Pablo de Céspedes o Antonio del Castillo. En el siglo XIX, sobre todo a partir de las desamortizaciones en la ciudad, sus colecciones fueron creciendo. Más adelante, donaciones de artistas junto a las relaciones con otras instituciones, tanto de la Junta de Andalucía como del Estado, permitieron al museo completar su campo artístico.
Desde el año 1986 el museo se ha centrado en la adquisición de obras de todos los estilos y técnicas (centrándose en la factura contemporánea), en los dibujos, grabados y estampas, y en la escultura.

### Desamortización de Mendizábal
Esta afectó en la ciudad en un primer momento a los conventos masculinos y, a mediados de 1836, a los conventos femeninos de las principales órdenes. Desde que ocurre esto hasta que se funda el museo en 1844, pasan nueve años en el que los bienes suprimidos quedan sin lugar definitorio, conllevando a la pérdida de estos por ventas clandestinas junto a otros motivos. Uno de ellos es que, por la falta de espacio para almacenar, se tuvieron que depositar en entidades ajenas al Estado, que después no pudieron ser levantadas. Así, el museo queda tipificado como un museo de pintura (las pocas esculturas que posee pasaron al Museo Arqueológico de Córdoba).

### Desamortización de 1868 y siguientes años

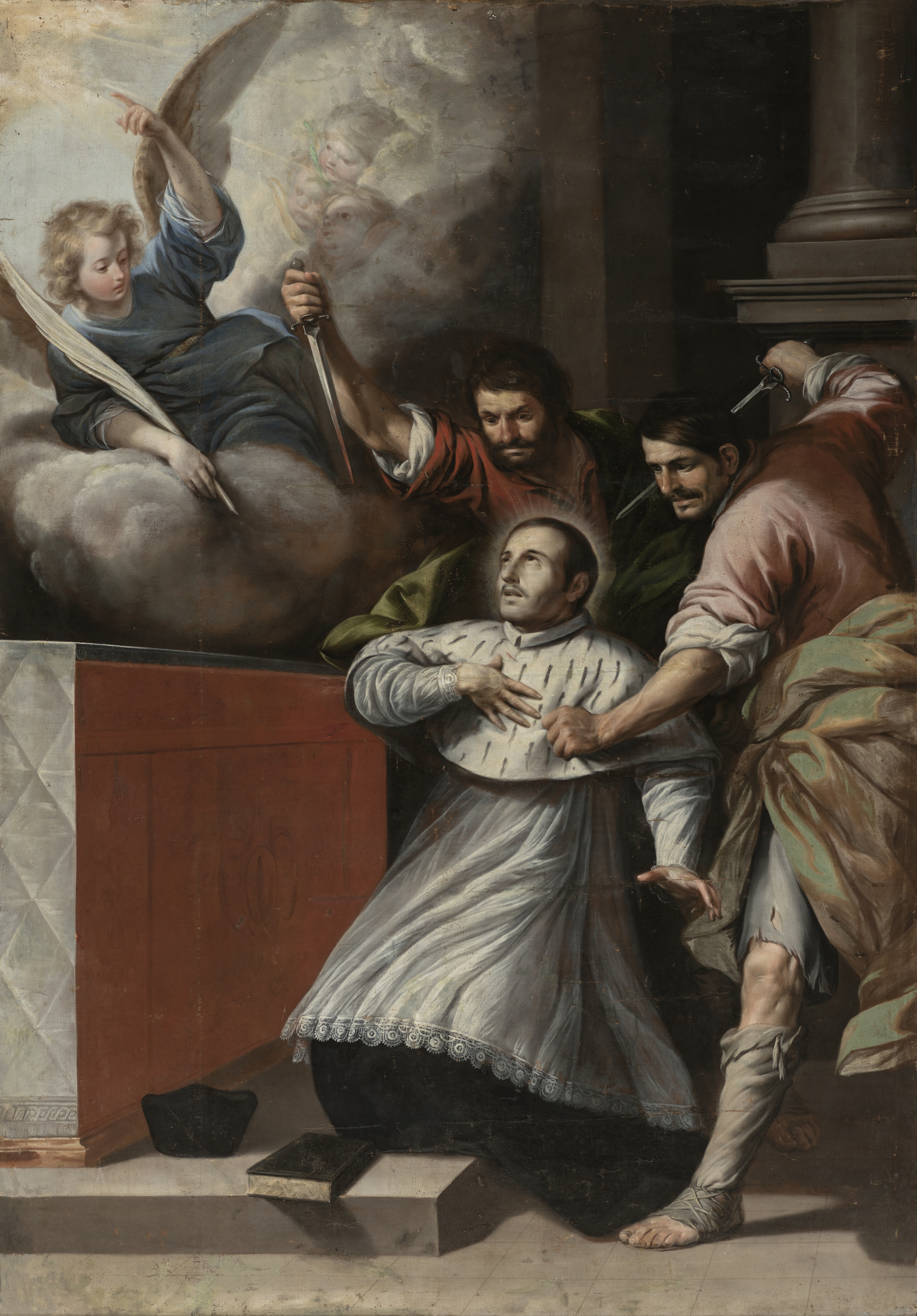
Asesinato del inquisidor Pedro de Arbués, elaborado por artistas del círculo de Antonio del Castillo y Saavedra.

Esta no tuvo una gran importancia llegándose a expropiar en Córdoba cuatro conventos femeninos; y, en la provincia, de la desamortización de un convento de Priego de Córdoba, se añade una obra al museo. El encargado en esta ocasión, Luis Maraver y Alfaro, se dedicó sobremanera a la incautación de obras pictóricas. Así aumentó la colección del siglo XVI.
A partir de 1870 ocurren dos hechos que condicionan al incremento de la colección. Por un lado, las adquisiciones realizadas a través de la Comisión de Monumentos añadiendo la colección propietaria de José Saló y Junquet, donde se sitúa el origen del importante fondo de dibujos del museo. En segundo lugar, en 1898, se registra la aportación (llamada Donación Cabriñana) de Carmen Extremera Tragó, Marquesa de Cabriñana del Monte, quien consiguió una importante colección de pinturas antiguas y modernas, una gran biblioteca y distintas antigüedades. Cuando enviudó de Ignacio María de Argote y Salgado (1820-1891), destinó la colección a distintos museos y al de su ciudad.

### Donaciones, depósitos y adquisiciones delsigloXX
Este siglo se caracteriza por el significativo aumento de las colecciones del museo, bien sea mediante compra, donación o depósito. Es en este momento cuando se crea la Sección de Arte Moderno por donación de distintos artistas, junto a diversos depósitos procedentes de la Diputación Provincial de Córdoba. Además se les une a la colección pinturas de artistas locales como Julio Romero y el propio Enrique Romero mediante donación. A esto hay que sumarle una sucesión de depósitos provenientes del Estado de otras instituciones, así como de la Junta de Andalucía a partir del año 1986.

#### Donación Avilés.
En 1922 se produce la donación de este personaje cordobés, Ángel Avilés Merino (1842-1924), de importante cargo político a lo largo de su trayectoria y, además, artista y aficionado a la colección de arte. Repartió su colección entre la Academia de San Fernando y al Museo de Bellas Artes de Córdoba, con unas cuatrocientas obras, la mayor parte en pequeño formato y de importantes artistas españoles coetáneos.

#### Depósito Inurria
Tras el fallecimiento de Mateo Inurria Lainosa (1867-1924), su viuda, María Luisa Serrano Crespo, como única heredera de sus bienes, intentó hacer un museo sobre su marido, vendiendo la colección al Ayuntamiento de Madrid y, después, al de Córdoba. No fue hasta 1942 cuando se deposita en el Museo de Bellas Artes de Córdoba, donde se le pudo dedicar una sala exclusiva, en una de las ampliaciones del museo. Además de su propia producción, encontramos obras de su colección particular, como diversos grabados de artistas europeos y españoles de los siglos XVII y XVIII.

#### Donación Bea Pelayo
Luis Bea Pelayo (1878-1962) dedicó su vida a la pintura, llegando a conformar una gran colección de obras de arte. Debido a la relación con la familia Romero de Torres decidió donarla al Museo de Bellas Artes, entre 1948 y 1962.
Junto a esta donación se reciben también diversas obras individuales.

#### Donación Camacho Padilla
Aunque nacido en Baza (Granada) fue un personaje ilustre e importante para la ciudad de Córdoba, en donde desarrollaría una actividad cultural y literaria muy importante. Junto a esto se dedicaría al incremento de su biblioteca y colección de obras de arte y arqueológicas.
En su testamento de 1945 ya expresaba su intención de donar la biblioteca a Baza, su colección de medallas y monedas al Museo Arqueológico de Córdoba; y, su colección de pintura, grabados y escultura hacia el Museo de Bellas Artes. Esto no se haría efectivo hasta 1969, año en que fallece su esposa.

#### Dos últimas décadas delXXysigloXXI
El museo se ha envuelto en donaciones de particulares y diversos depósitos que las distintas administraciones han ido realizando, fundamentalmente de obras adquiridas del comercio de arte nacional.
Respecto a los depósitos efectuados por las Administraciones cuentan, en primer lugar, los efectuados por la Consejería de Cultura de la Junta de Andalucía.

## Secciones

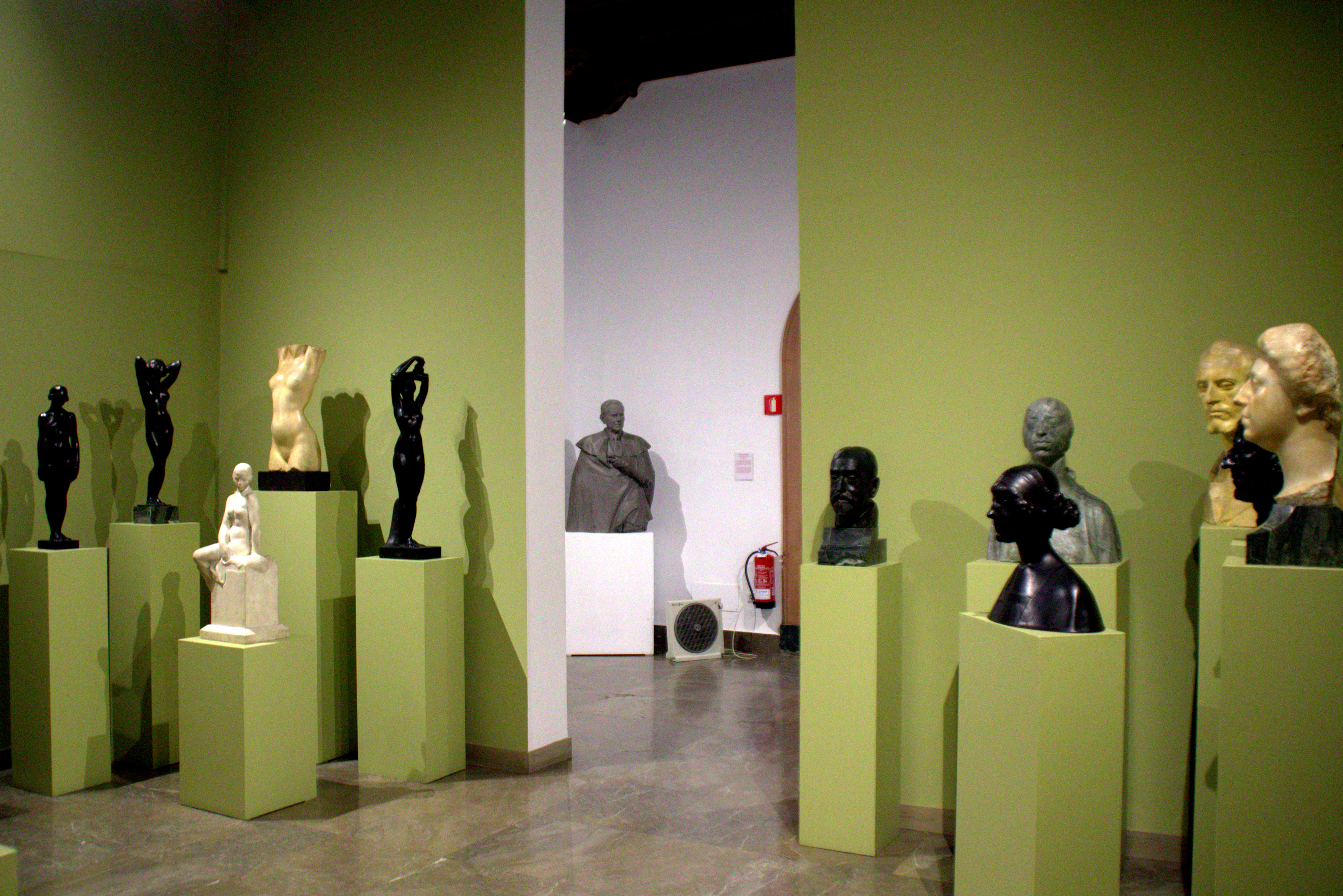
Una de las salas del Museo.

El edificio cuenta con una estructura arquitectónica general en dos plantas, con tres salas de exposición en cada una, dedicadas a la exhibición de pinturas, esculturas, dibujos y grabados con los que se pretende reflejar, a través de criterios didácticos y cronológicos, lo que fue el desarrollo artístico de la ciudad y la provincia de Córdoba, antiguo Reino de Córdoba, desde los siglos XIV al XXI. Así, encontramos que se parte del arte cordobés medieval próximo a la Reconquista de la ciudad en 1236, hasta llegar al arte más próximo a nosotros, el arte contemporáneo, junto a una sala de exposiciones donde vemos la colección de dibujos con temas de distinta índole.

### Pintura

#### La pintura cordobesa entre los siglosXIVyXVI
La colección de pintura es la más extensa del museo, teniendo obras del siglo XIV hasta fechas recientes. Las obras más antiguas del museo pertenecen a la antigua cabecera de la Mezquita-Catedral, lo que hoy día se conoce como la Capilla de Villaviciosa. Fueron descubiertas en 1880 cuando se procedió a su restauración para reponerle su aspecto islámico. Según los datos de Rafael Romero Barros, estaba firmado por Alonso Martínez y fechado en 1341. De este repertorio decorativo se adquirió una Cabeza de Cristo y una Cabeza de la Virgen, sirviendo de testimonio de la influencia de la pintura sienesa en la recién pintura cordobesa.
Del siglo XV cuentan con una obra anónima de la primera mitad del siglo, representando un Calvario realizada con técnica al temple y con retoques al aceite. Ya de la segunda mitad del siglo encontramos con obras importantes ya que muestran la vitalidad de la ciudad, gracias a la promulgación de diversas Ordenanzas. De aquí destaca San Nicolás de Bari o el Retablo de la flagelación.
Será ya en el siglo XVI cuando la pintura cordobesa se libere de la fuerte influencia flamenca y comience a mostrar interés por las corrientes italianas como inicio del Renacimiento cordobés, teniendo como obra reseñable una Virgen con el Niño de Pedro Romana y un Cristo atado a la columna con donantes de Alejo Fernández.

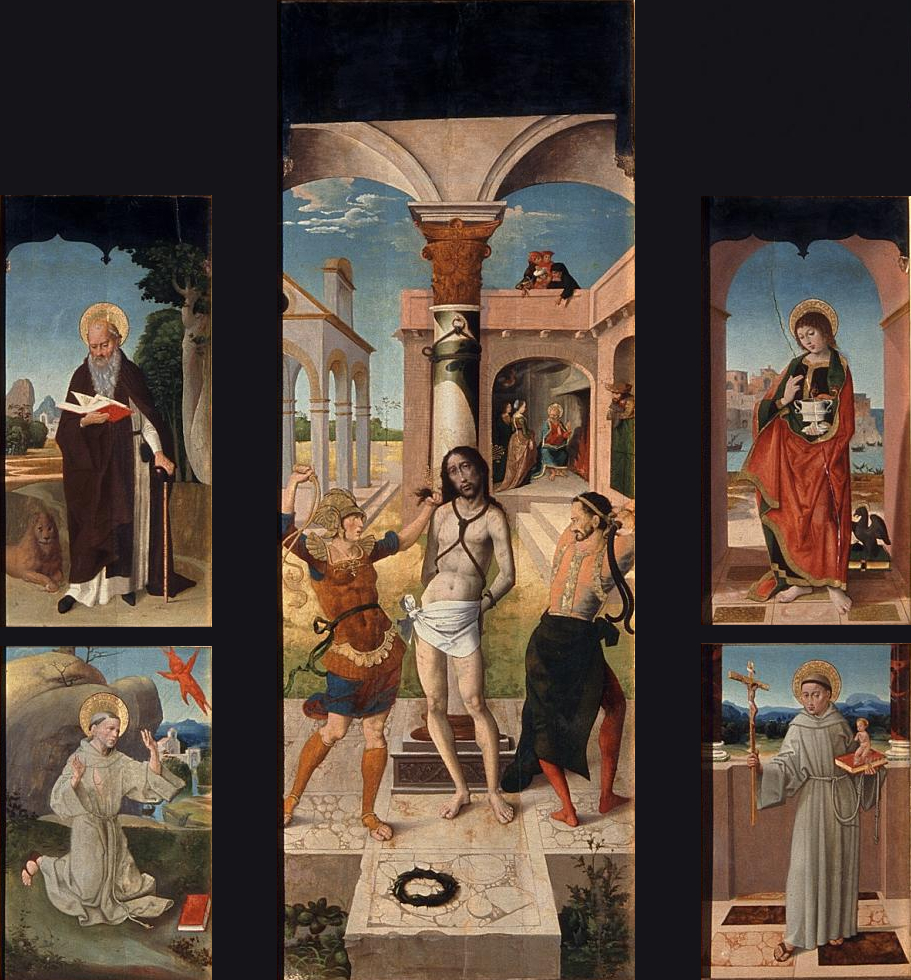
Retablo de la flagelación.
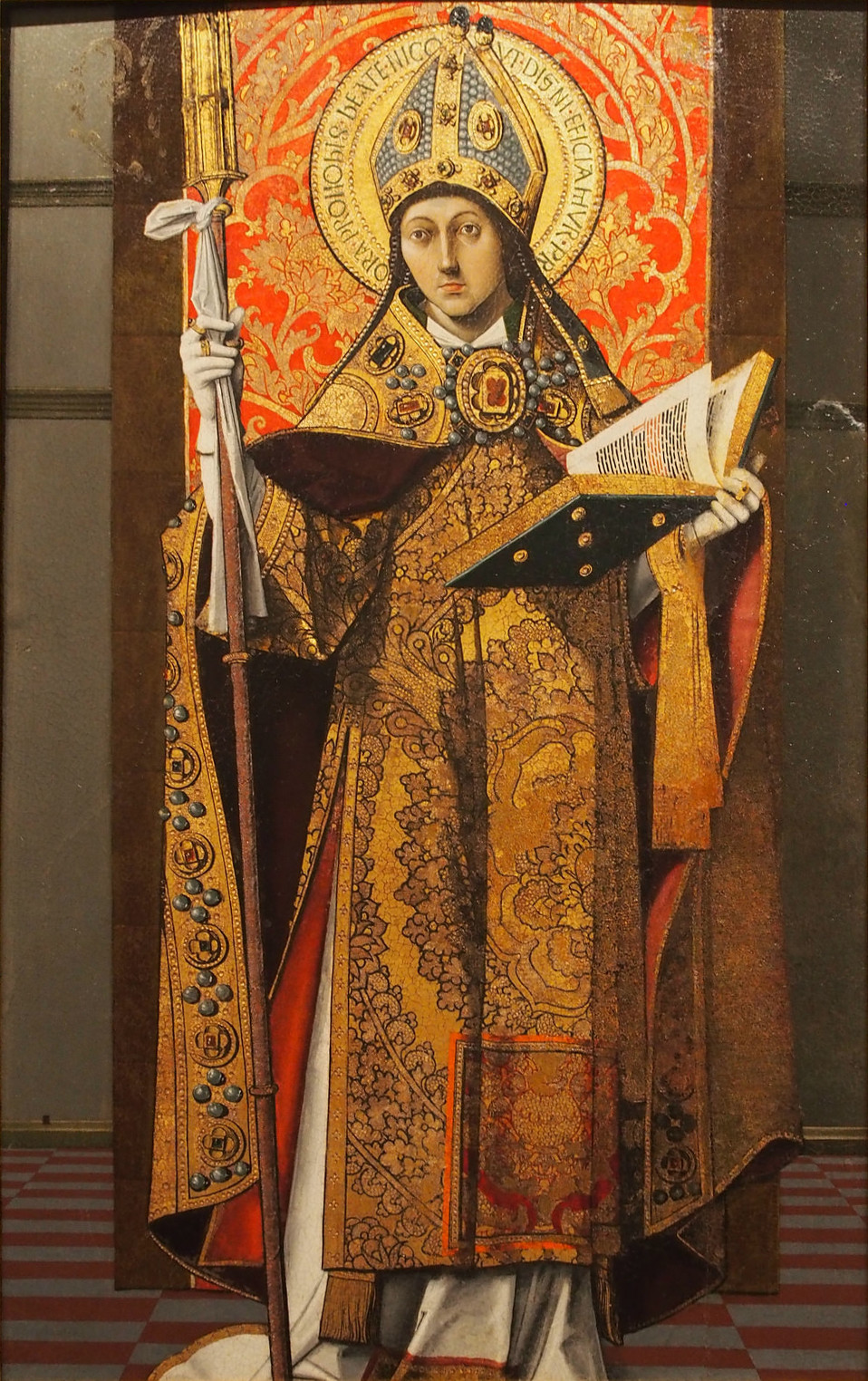
San Nicolás de Bari, de Pedro de Córdoba.
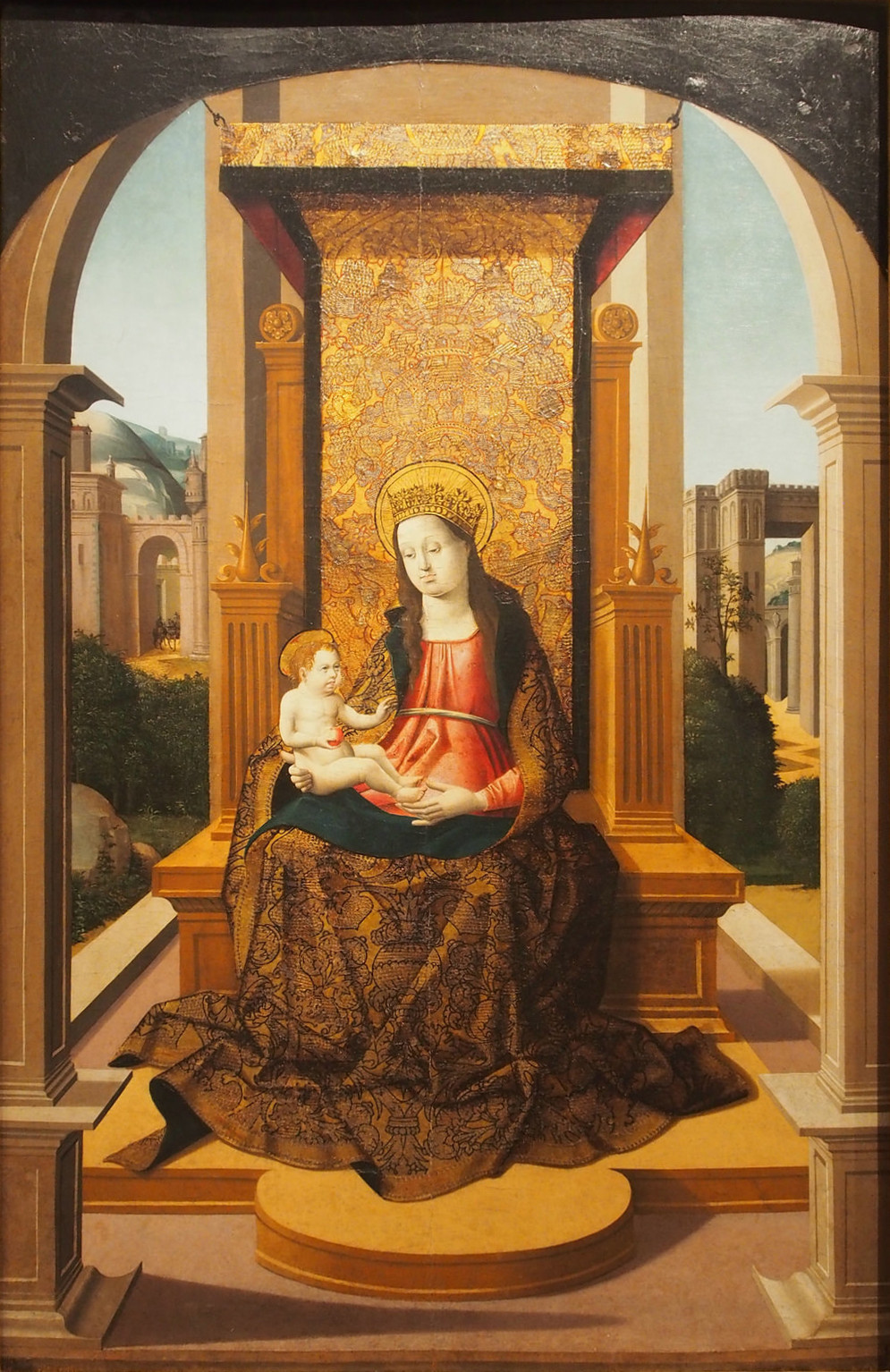
Virgen con el Niño de Pedro Romana.
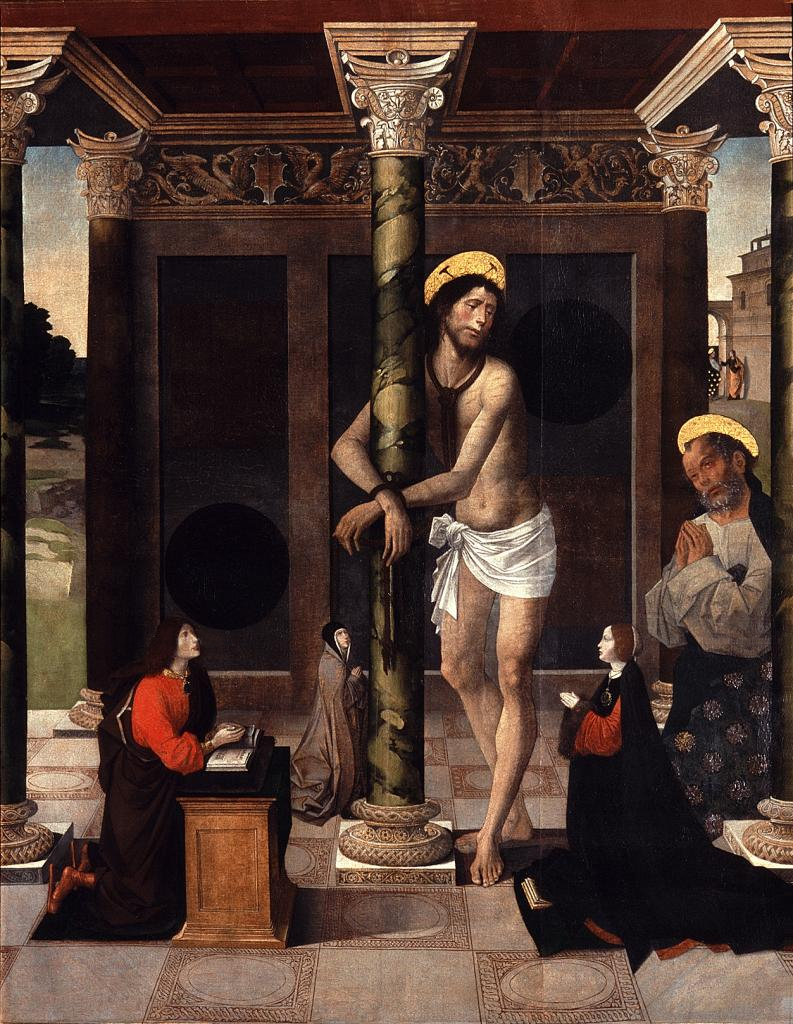
Cristo atado a la columna con San Pedro y donantes de Alejo Fernández.

#### Manierismo
El museo cuenta con un mayor volumen de obras correspondientes a los siglos XVI en adelante. De la transición de la pintura hacia el Manierismo encontramos, en la segunda mitad del siglo XVI, obras de Luis Fernández, Baltasar del Águila u obras relacionadas con la escuela cordobesa del momento. Del propio Manierismo tenemos a Pablo de Céspedes, quien aumentó sus conocimientos teóricos y prácticos de la pintura en Italia con Arbasia, Zuccaro o Volterra. De él, el museo tiene una Virgen con ángeles. Este deja tras de sí una retahíla de artistas que supusieron el auge de la pintura cordobesa, como: Juan de Peñalosa y Sandoval o  Antonio Mohedano de la Gutierra.
El museo también cuenta con obras de artistas sevillanos como una atribuida a Francisco Pacheco; u obras en las que se ven influencias de artistas sevillanos como el círculo de Alonso Vázquez.

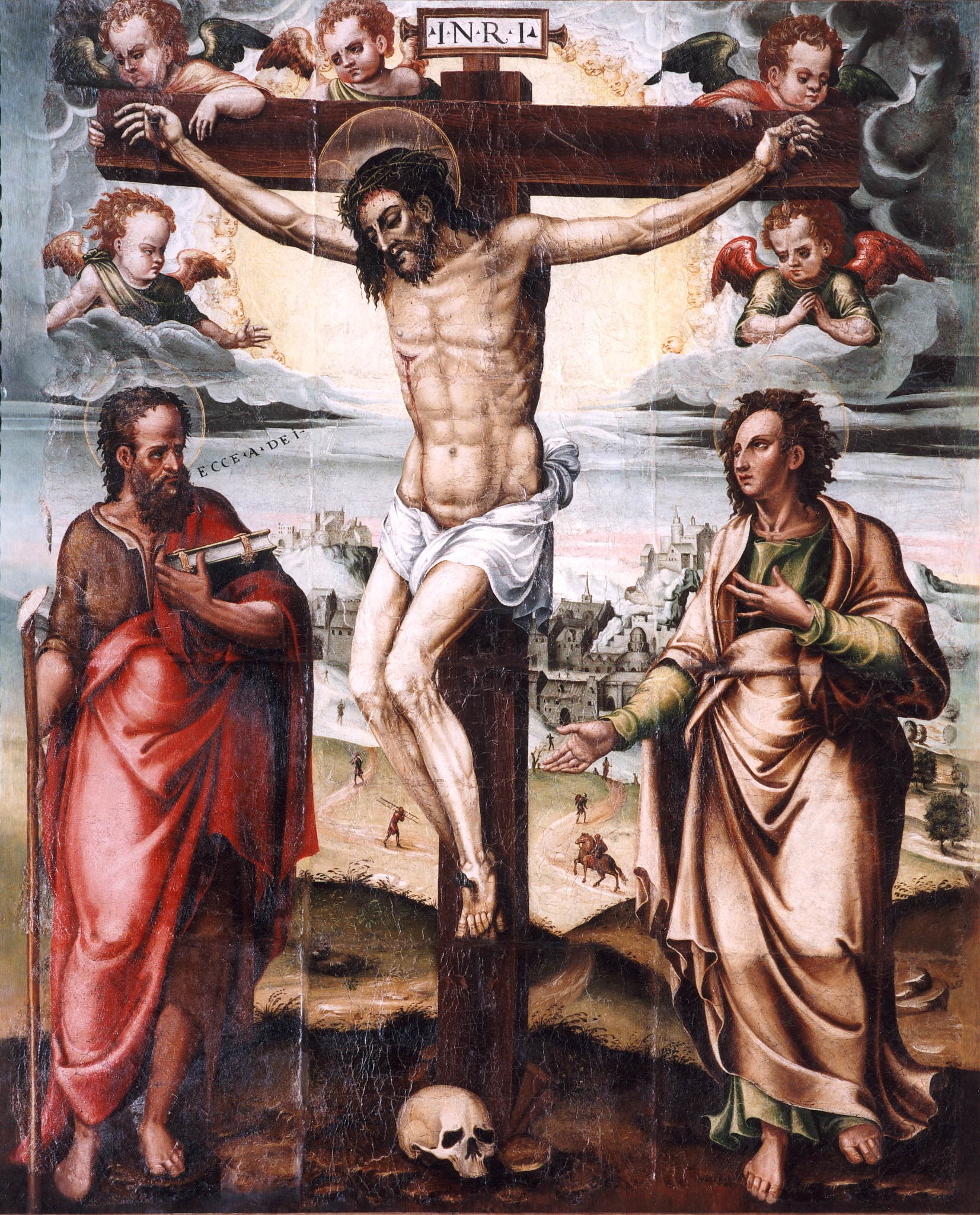
Calvario con Santos Juanes. Baltasar del Águila
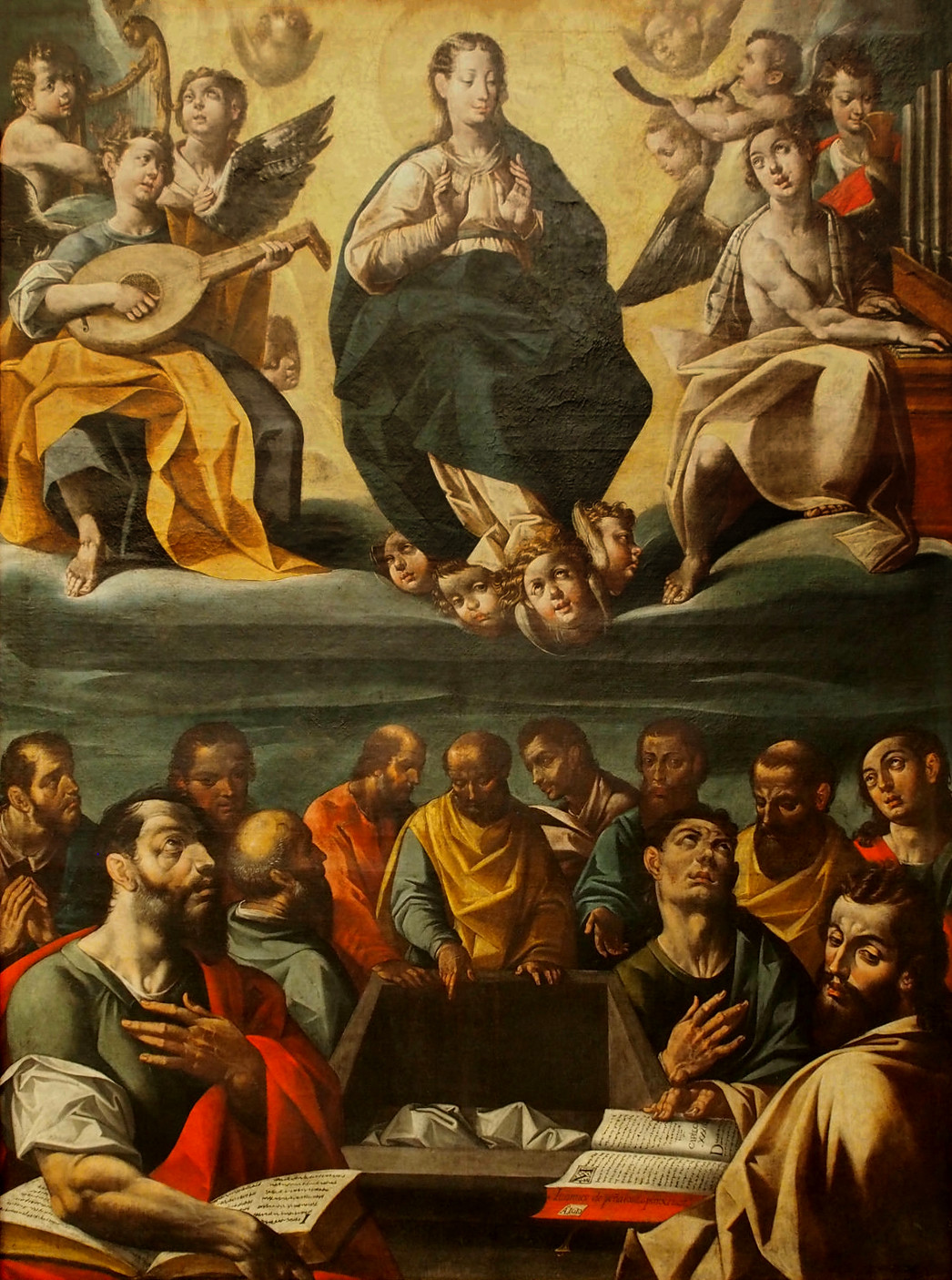
Asunción de la Virgen. Juan de Peñalosa y Sandoval.
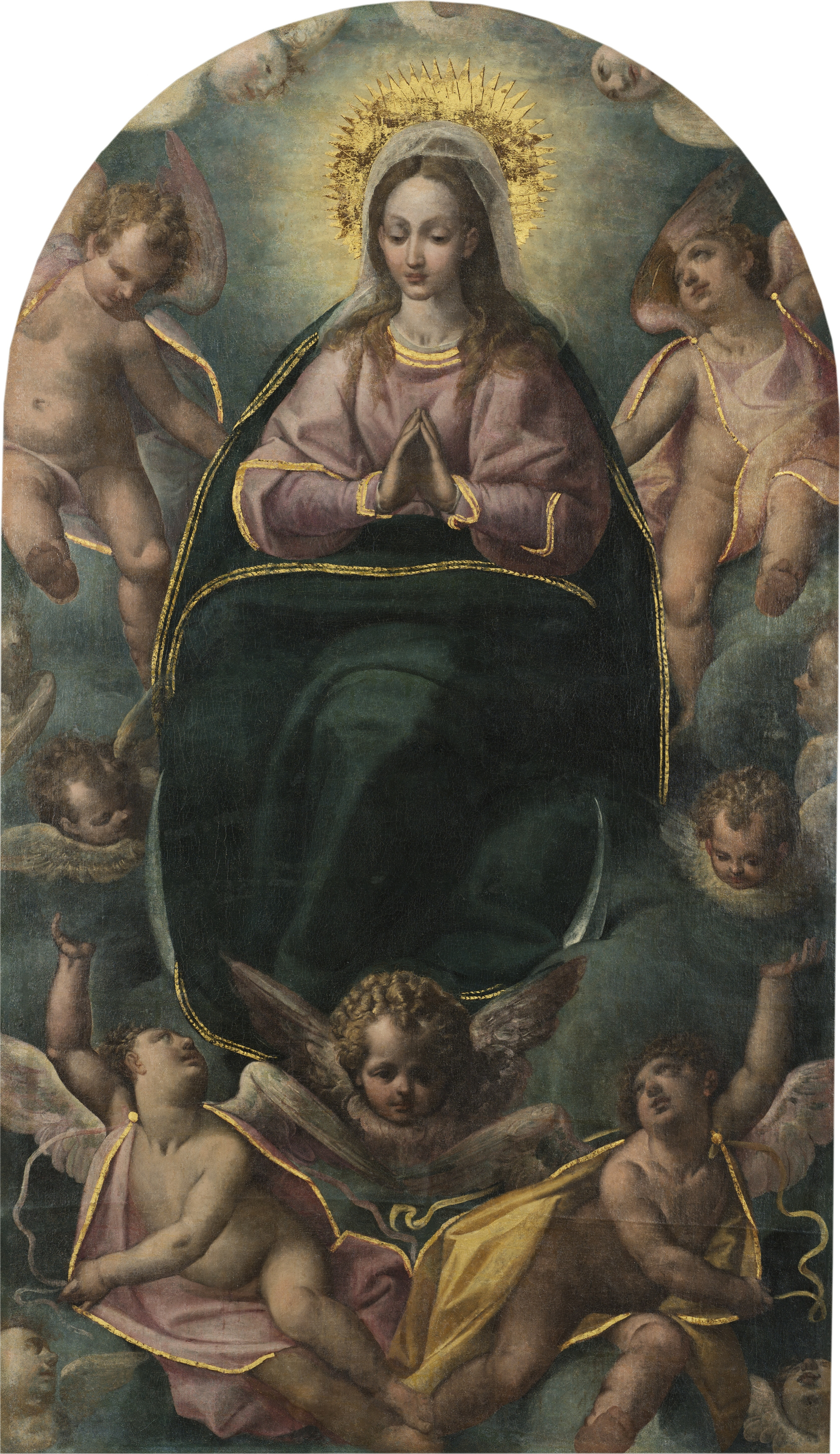
Virgen con ángeles. Pablo de Céspedes.

#### El Siglo de Oro
En el siglo XVII Córdoba se ve vista ante la llegada de artistas de otras provincias quedando influenciada por estas. Las escuelas de Andalucía que más peso tendrían serían la de Granada, por un lado, debido a la llegada de Sebastián Martínez y Cristóbal Vela Cobo. Por otro lado, la escuela sevillana tendría también su peso en consecuencia a la marcha de los artistas cordobeses hacia Sevilla para su formación, entre 1630 y 1640.
Testimonio de todo esto son las obras que se encuentran en el museo como las de Agustín del Castillo, Fernando Molina Sandoval, Juan Luis Zambrano, Andrés Ruiz de Sarabia y el propio Juan de Valdés Leal. La influencia de Zurbarán se verá también en otras obras de estos momentos, como en un Beato Ambrosio Sancedoni.
Entre otras figuras de igual mención y de las cuales el museo posee obras son José Ruiz de Sarabia, Fray Juan del Santísimo Sacramento, Juan de Alfaro y Gámez y, en el taller de Vela Cobo, a su hijo, Antonio Vela.
Junto a todo esto se encuentran las obras atribuidas a autores de toda la nación, como un Descanso en la Huida a Egipto atribuida a José de Ribera.
De este siglo merece especial atención el pintor Antonio del Castillo y Saavedra, como exponente fundamental del barroco cordobés. Destacan dentro del museo la obra del Calvario de la Inquisición, cuyo lugar de origen fue la capilla del Tribunal poseyó en el Alcázar de los Reyes Cristianos. Junto a estos las obras procedentes de distintos conventos como el del convento dominico de San Pablo. Además, obras de diferentes templos. Un último grupo de sus obras son las que tienen un origen incierto junto a las que se vinculan con seguidores de Castillo.

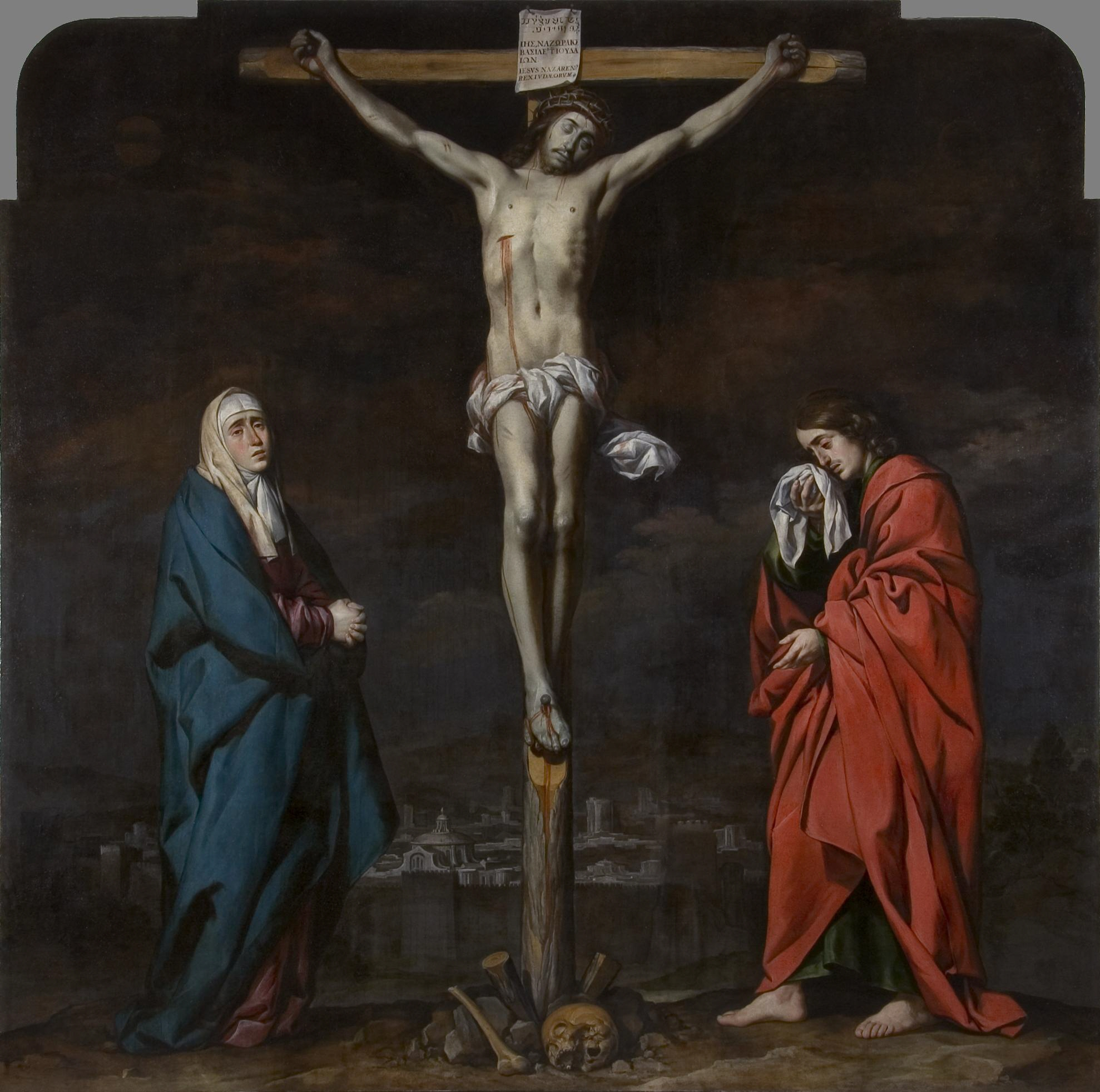
Calvario de la Inquisición de Antonio del Castillo.
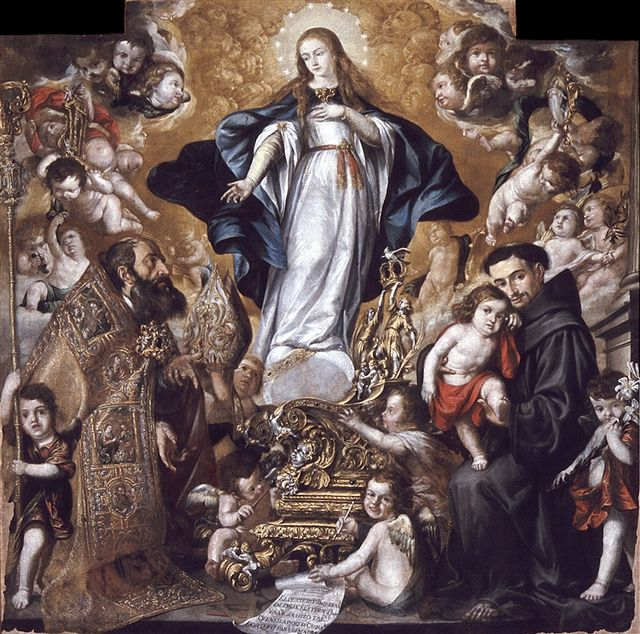
La Virgen de los Plateros de Valdés Leal.
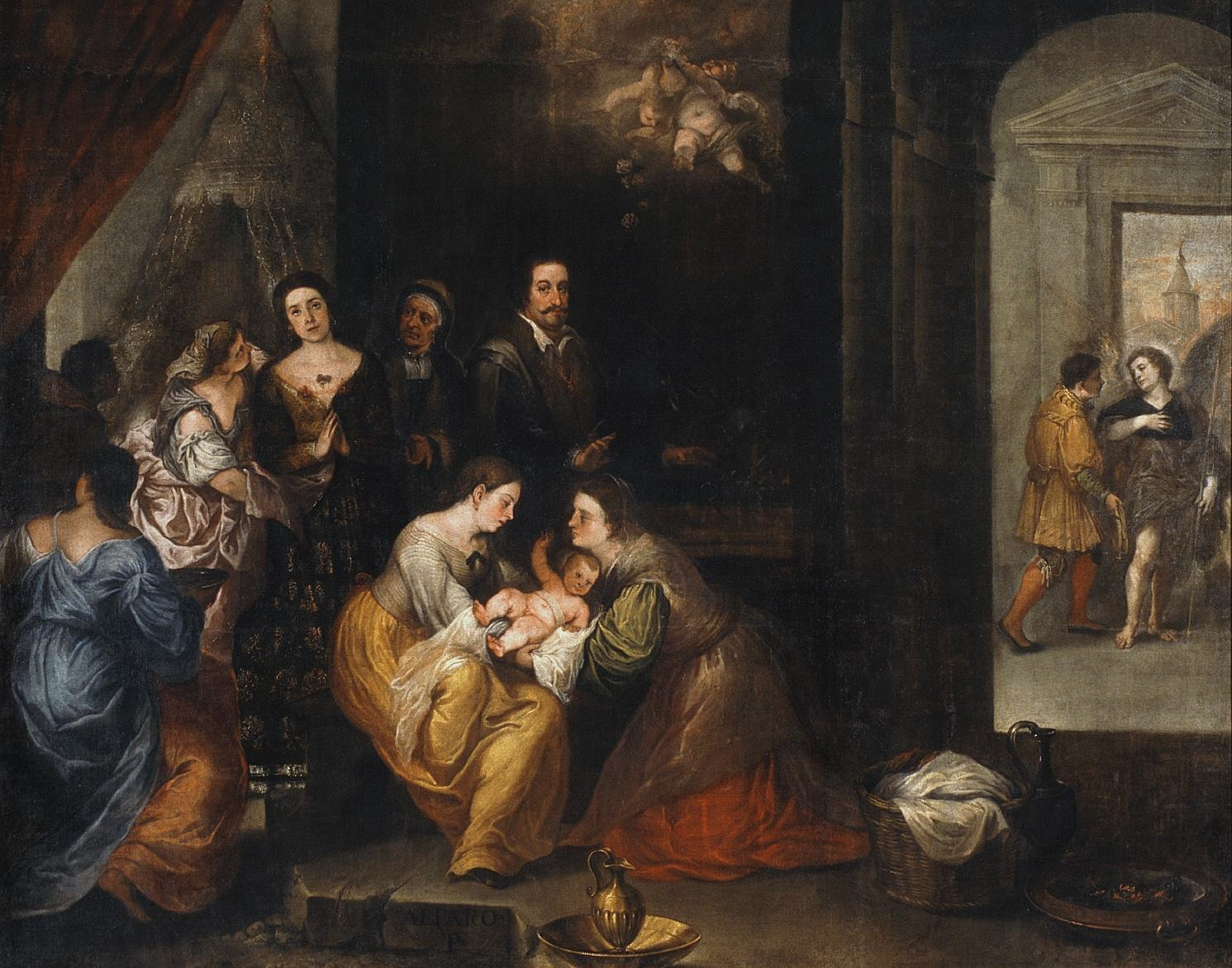
Nacimiento de San Francisco de Asís de Juan de Alfaro y Gámez.
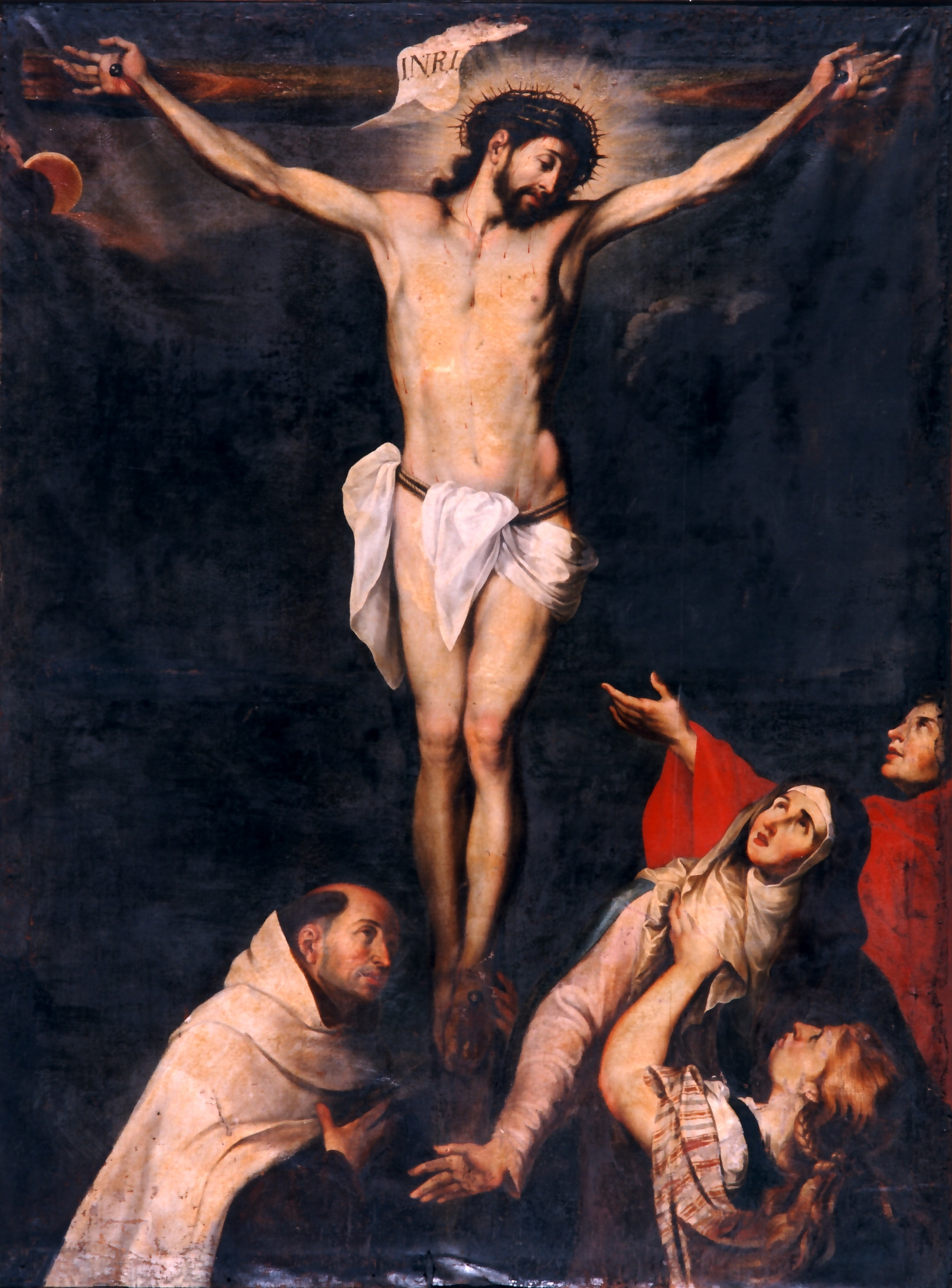
Calvario con carmelita de Fray Juan del Santísimo Sacramento.

#### SigloXVIII
En la primera mitad del siglo se encuentra la figura de José Ignacio Cobo y Guzmán, quien fue Pintor de Cámara del Obispo Salazar y Góngora. Hacia 1718 haría una serie de dieciséis grandes obras de la vida de San Pedro Nolasco del que posee el museo tres, como, por ejemplo, Nacimiento de San Pedro Nolasco.
Otro reseñable es Antonio Fernández de Castro de quien el museo conserva más de media docena de lienzos, de manera atribuida, como un Cristo atado a la columna o Una conversión de San Agustín.
También las primeras obras de Antonio Acisclo Palomino de Castro Velasco, antes de su marcha a la Corte con el cargo de Pintor del Rey, con el que se cuenta una Adoración de los Reyes, una Negación de San Pedro y un San Jerónimo Penitente. De un periodo más avanzado tenemos una Huida a Egipto firmada.
Junto a todo esto, el museo cuenta con obras de artistas de toda la nación, aunque en escaso número, como una obra atribuida a Francisco Bayeu Subías. A esto se le suma una obra del napolitano Domenico Brandi: San Jerónimo penitente.

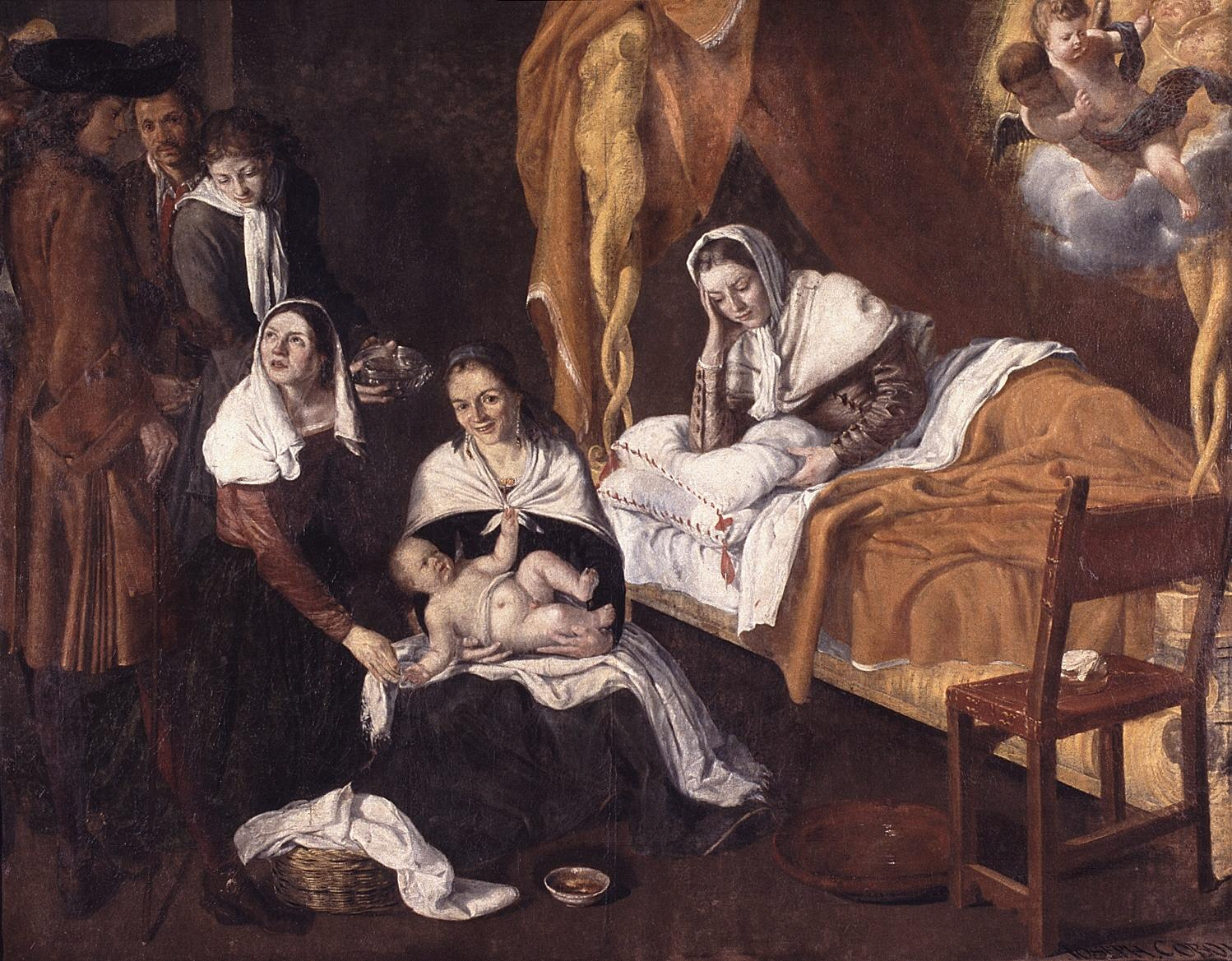
Nacimiento de San Pedro Nolasco de José Ignacio Cobo y Guzmán.
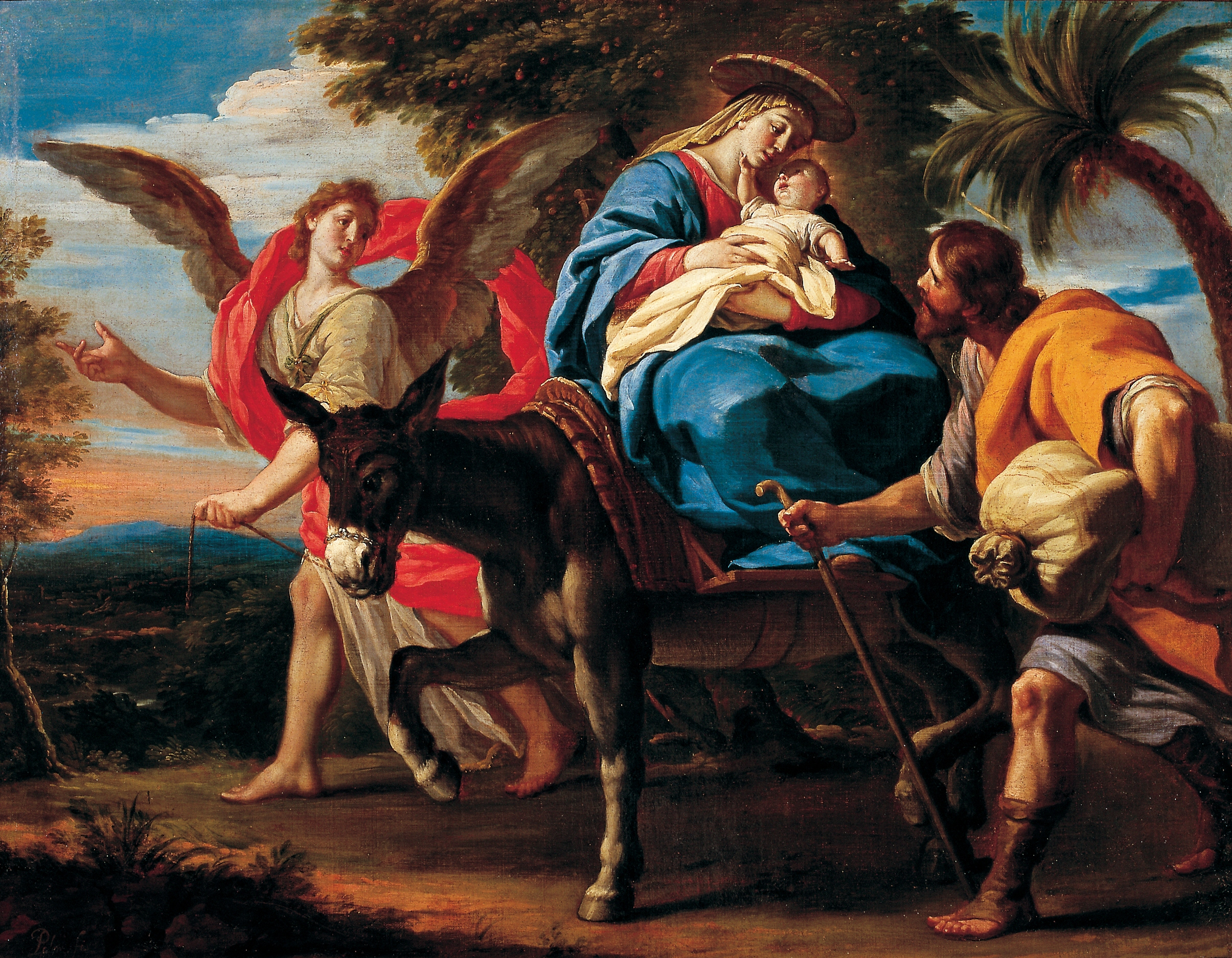
Huida a Egipto de Antonio Palomino.
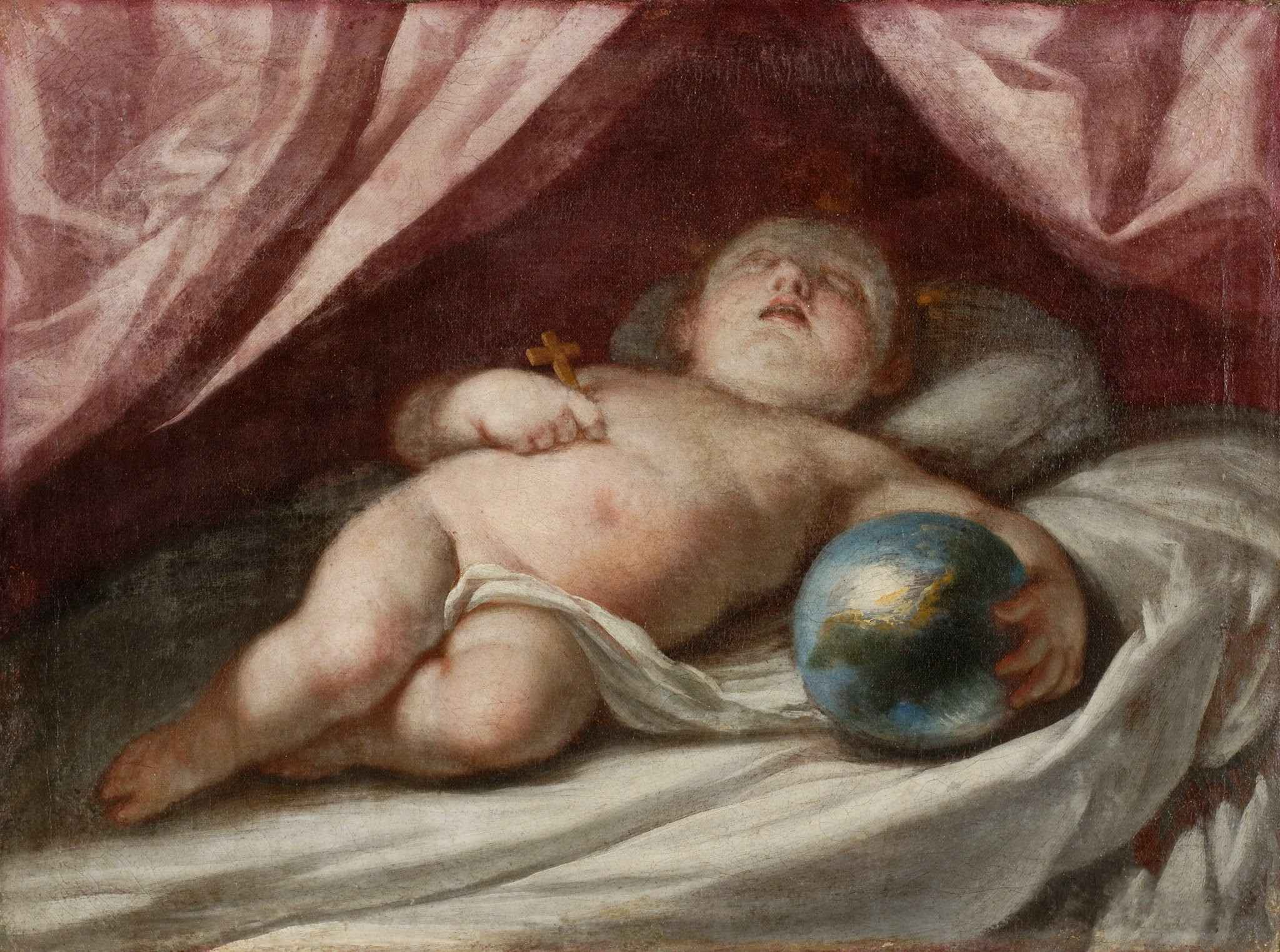
Niño Jesús dormido de Antonio Palomino.

#### sigloXIX
Hasta la segunda mitad del siglo, Córdoba no vería un auge en su pintura, quedando reflejado en el museo. Así, se tienen obras de Mariano Belmonte Vacas. Junto a este se encuentran artistas que llegan a prolongar su actividad en los primeros años del nuevo siglo, aunque en ese momento pasan ya a dedicarse a actividades complementarias, como Ángel Barcia Pavón o Narciso Sentenach Cabañas.
De los artistas con más peso se encuentra Rafael Romero Barros, teniendo el museo más de una treintena de obras, de las que destaca Bodegón de naranjas.
Entre 1875 y 1936 se produce la “edad de plata del arte español”, en el que Córdoba tendría un importante eco localista, formados en la Escuela Provincial con Rafael Romero Barros. Entre sus discípulos estaría su hijo Rafael Romero de Torres o Tomás Muñoz Lucena. Además, otros artistas que no se formaron en la Escuela Provincial pero que también tienen importante peso como José Garnelo y Alda o el propio Julio Romero de Torres.
El conjunto de obras debidas a artistas encuadrables dentro de la pintura del novecientos español supera con creces el centenar, aunque la mayoría de ellas son de pequeño formato y de soportes y técnicas diversas, ya que en buena parte ingresaron con la significativa donación realizada por Ángel Avilés.
El cualquier caso, gracias a ellas el museo conserva también un importante conjunto de obras de artistas pertenecientes a las diferentes escuelas que conforman el panorama nacional. Como, por ejemplo, Joaquín Sorolla, Darío de Regoyos, Santiago Rusiñol o Ramón Casas.

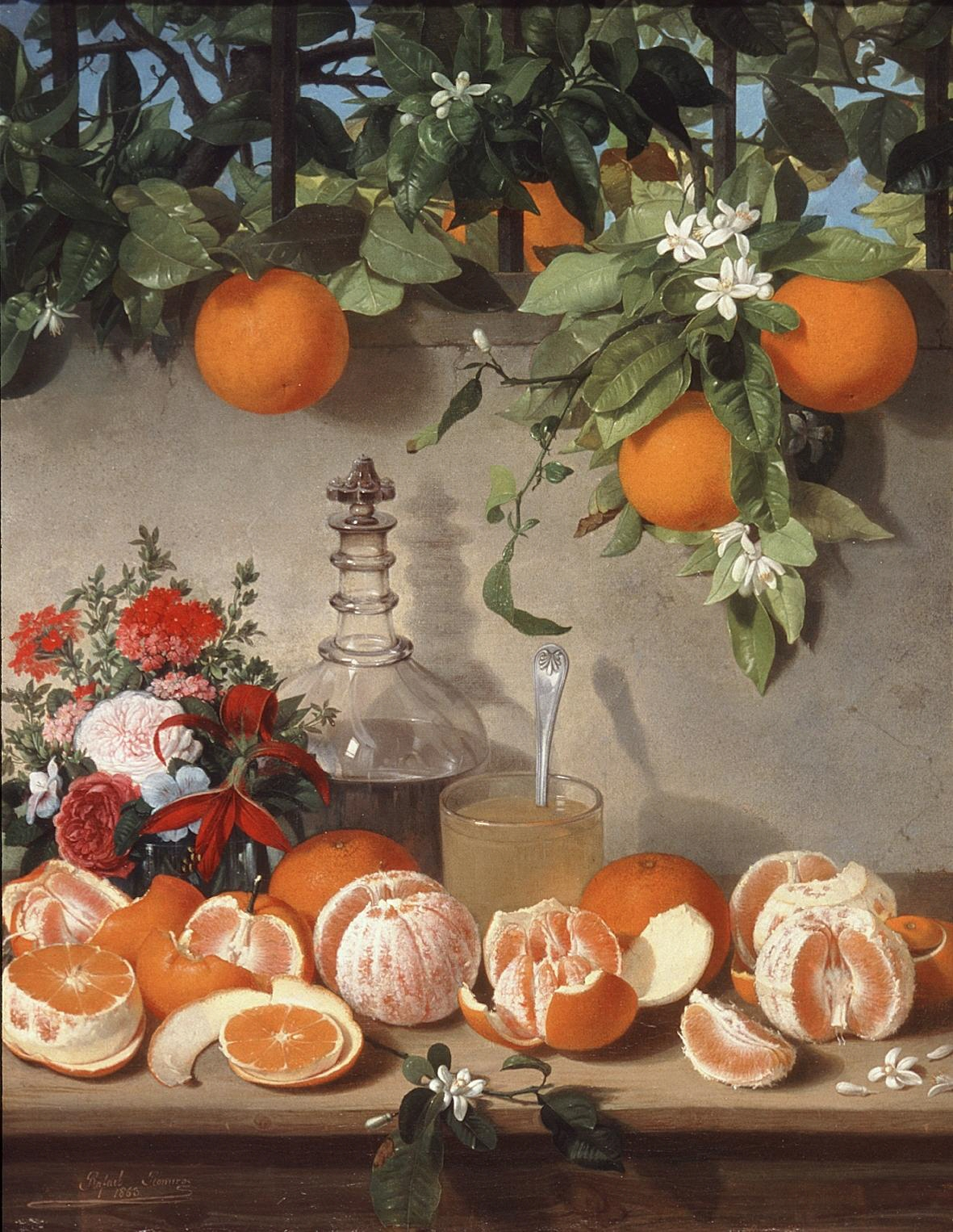
Bodegón de naranjas de Rafael Romero Barros.
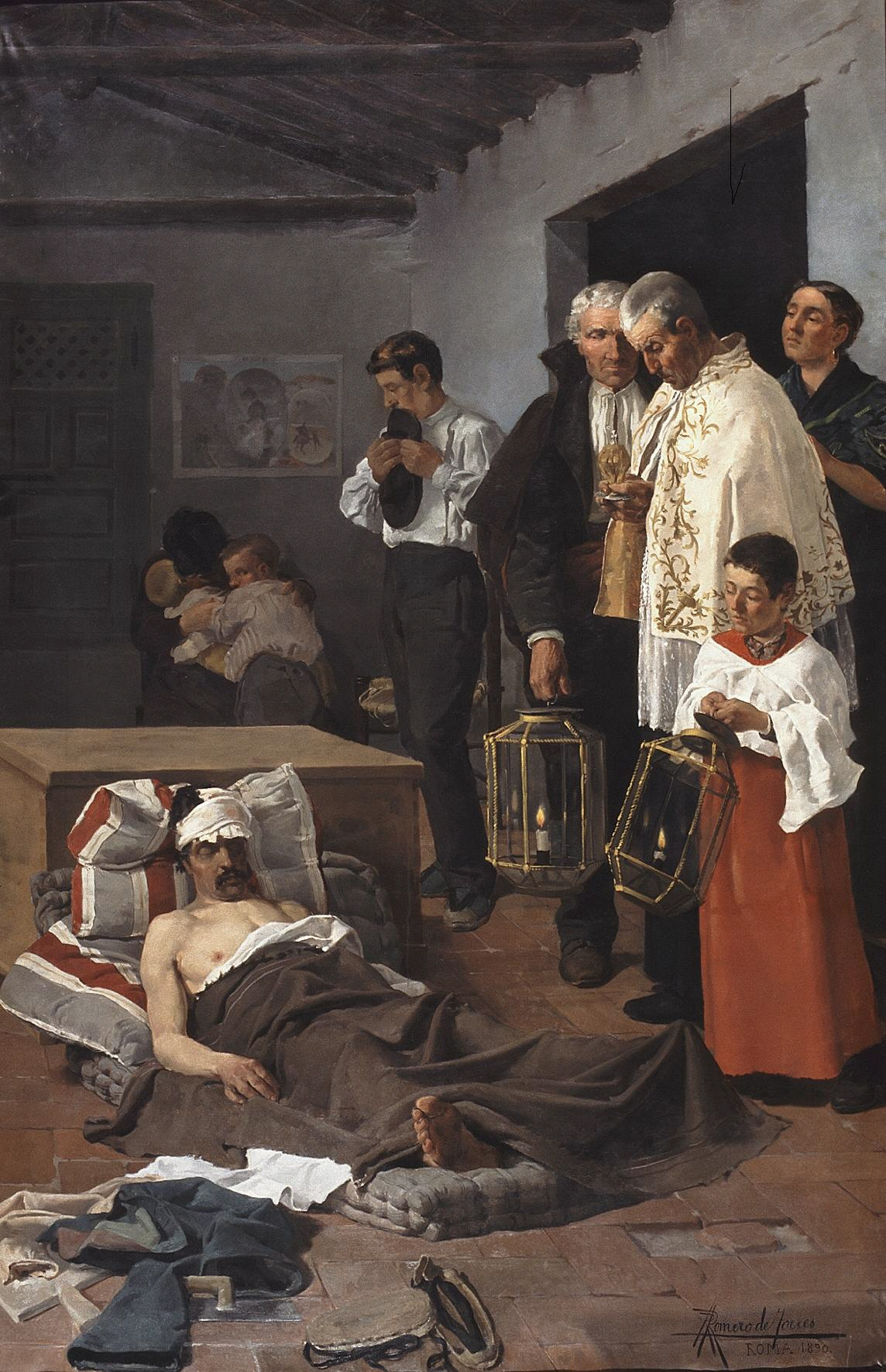
Los últimos sacramentos de Rafael Romero de Torres.
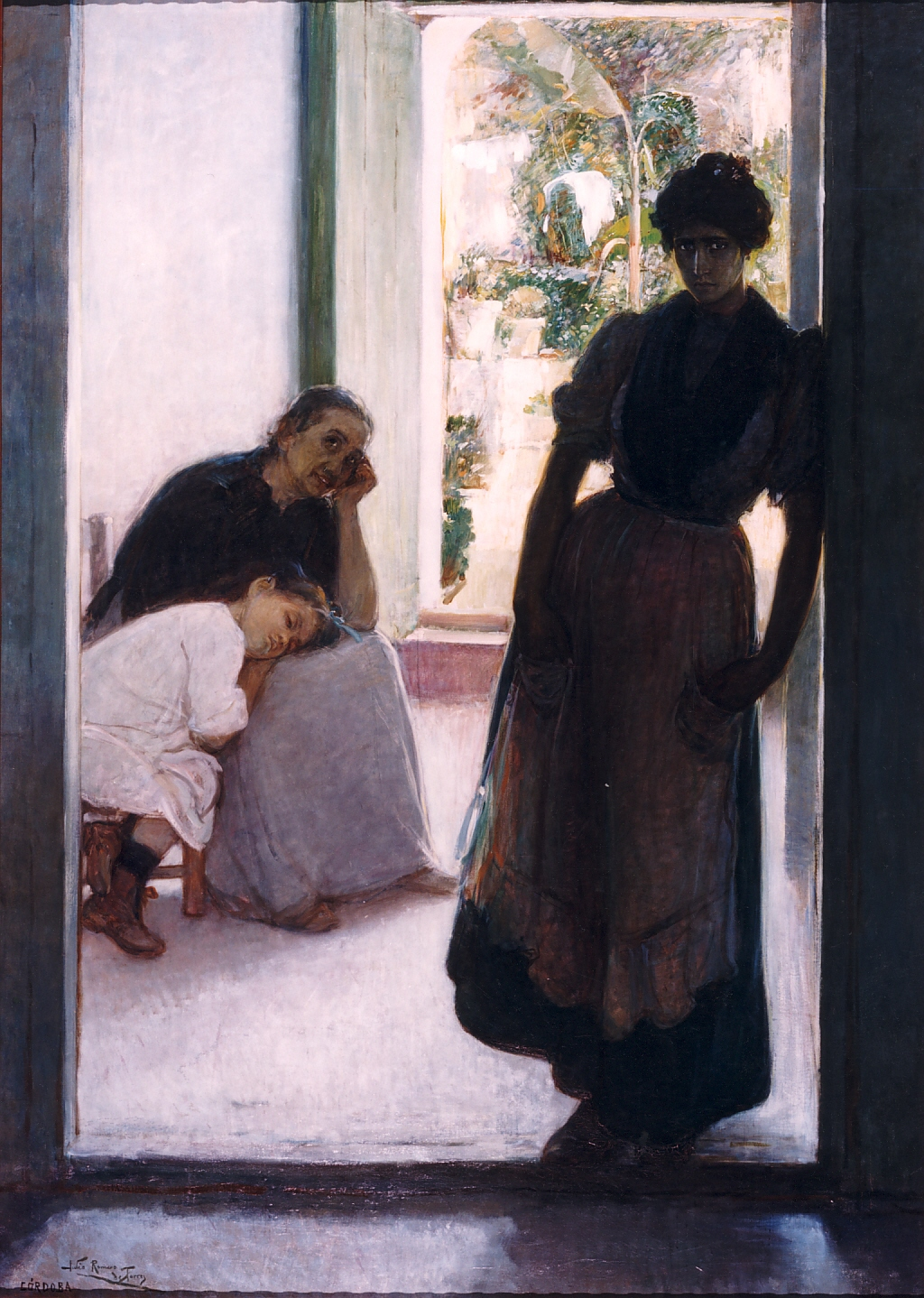
Mal de amores de Julio Romero de Torres.
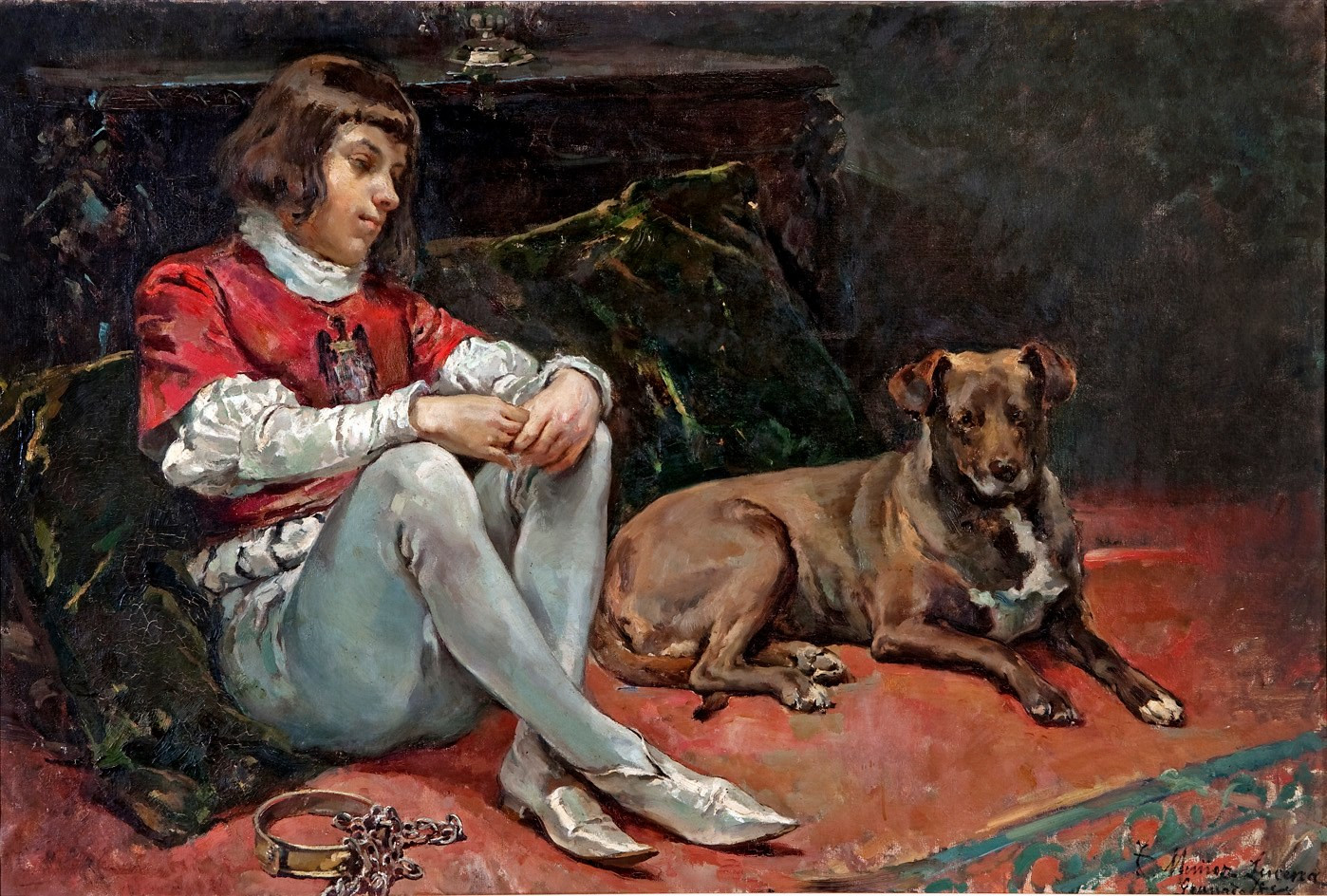
La prisión del Príncipe de Viana de Tomás Muñoz Lucena.

#### Pintura contemporánea
Aunque en menor cantidad, también se guardan algunas pinturas de artistas que han desarrollado su actividad en momentos posteriores a 1940, habiendo sido donados a título particular y a lo largo de las últimas tres décadas. Con obras del Equipo 57, Ginés Liébana, Desiderio Delgado, entre muchos otros.

### Escultura

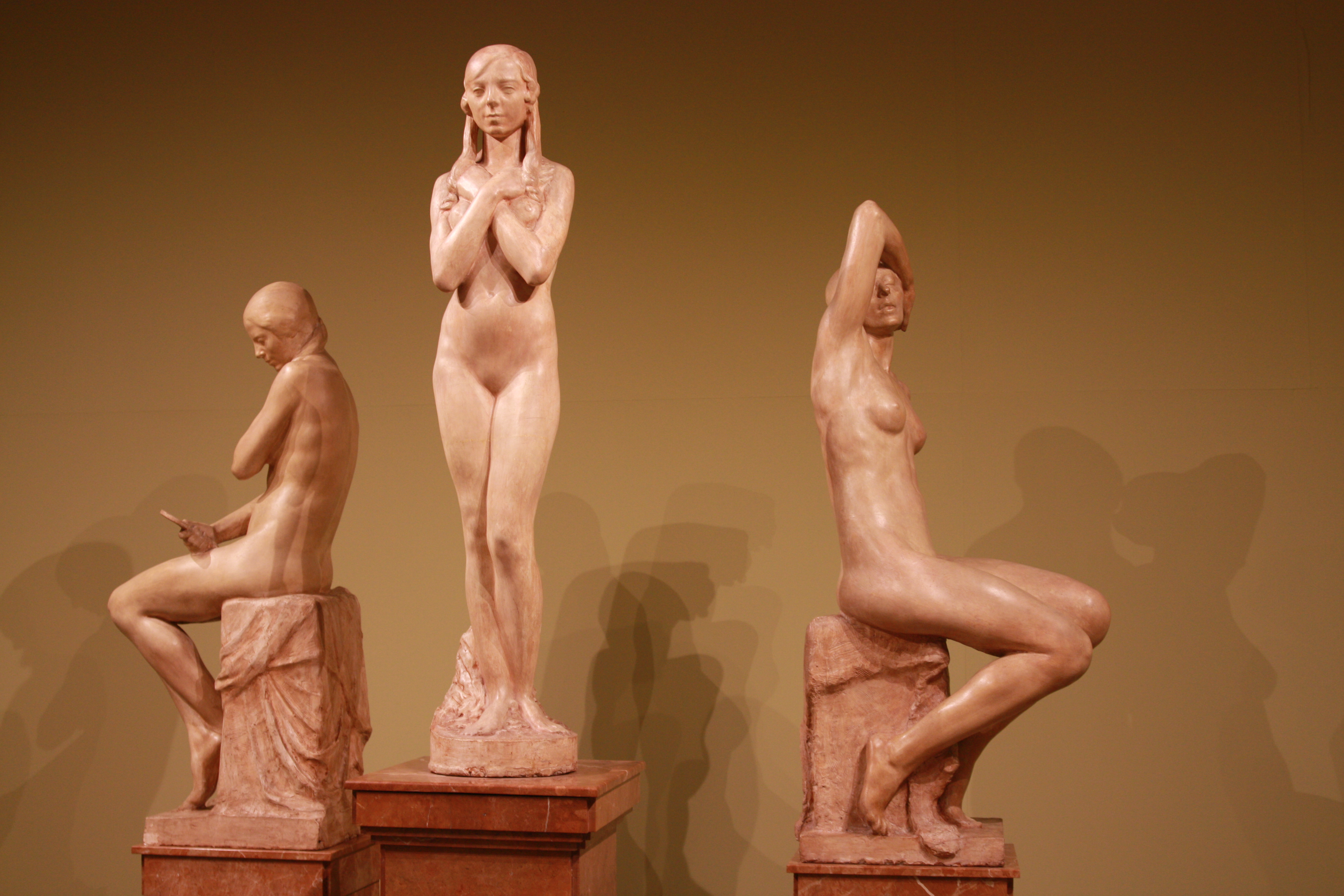
Las tres edades de la mujer de Mateo Inurria.

De menor importancia y número debido a la historia de las adquisiciones del museo en el que ni los procesos desamortizadores ni las posteriores compras realizadas, llegaron aportar, hasta el siglo XX mediante las donaciones a título particular por sus autores.
La obra más significativa en antigüedad es un Niño Jesús de Juan de Mesa Velasco, que sigue el modelo iconográfico instaurado por su maestro Montañés. Junto a esta se encuentran varios crucificados en marfil de distinta procedencia.
Así hasta lo más significativo en escultura es Mateo Inurria Lainosa con obras diversas de su trayectoria como Un naufrago, Séneca, un Cristo atado a la columna o Las tres edades de la mujer.
De época más reciente destaca un Cristo crucificado de Rafael Orti y una del Equipo 57.

### Dibujo
Compuesta por medio millar de originales pertenecientes a los siglos XVI al XX, la colección estable de dibujos ha sido tradicionalmente considerada como una de las más significativas de España, después de las existentes en instituciones tales como el Museo del Prado y la Biblioteca Nacional. Aunque en la colección estable de dibujos aparecen ejemplos debidos a artistas de escuelas nacionales y extranjeras de distintas épocas, su núcleo más importante viene referido a artistas, bien cordobeses, o bien vinculados a la ciudad de manera específica durante los siglos XVII al XX.
Así el museo cuenta con obras de Pedro de Campaña, obras atribuidas a José de Ribera y a Juan Valdés Leal, o un Alonso Cano. Un gran peso tienen las obras de Antonio del Castillo junto a las de Mateo Inurria Lainosa.

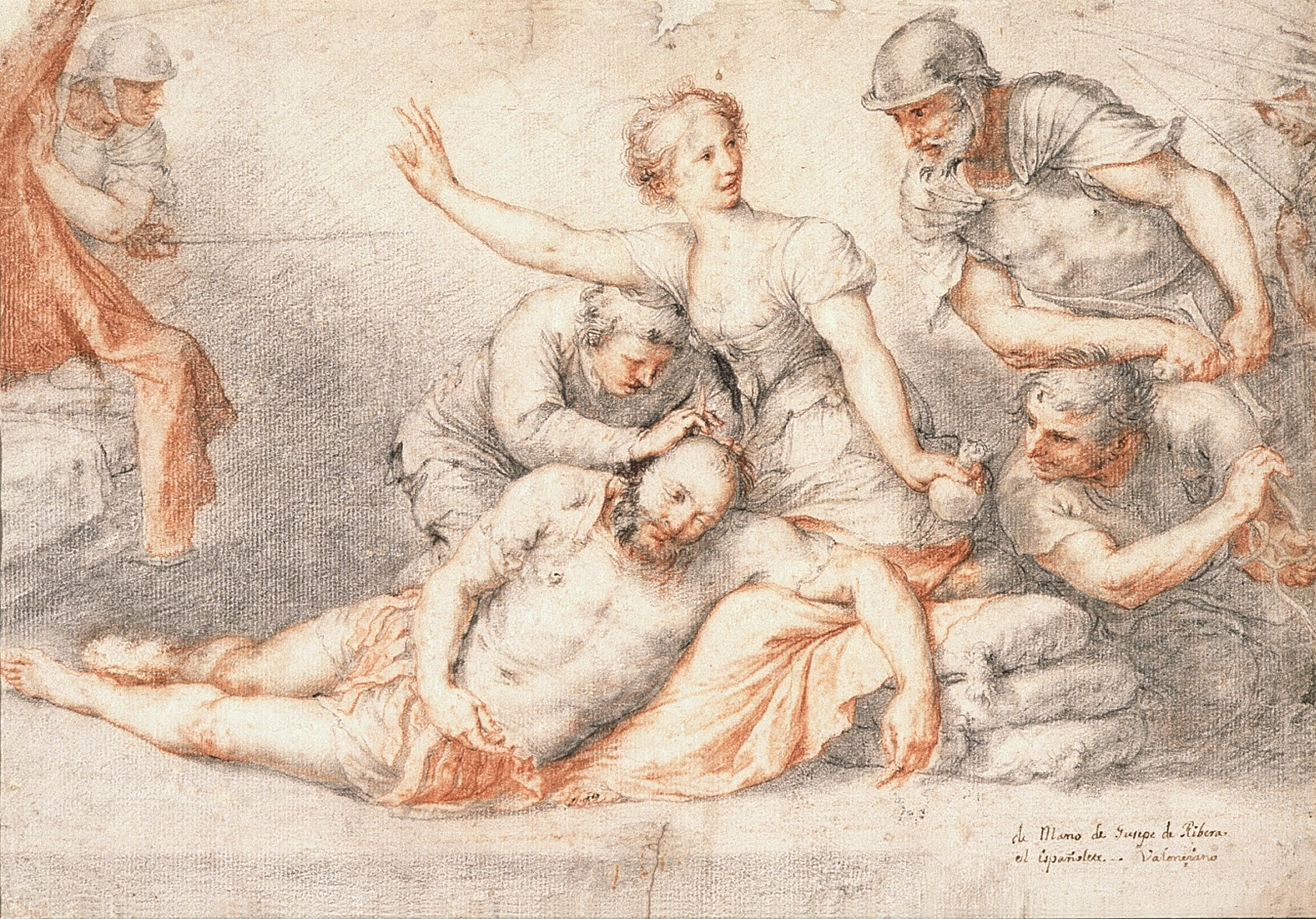
Sansón y Dalila de José de Ribera.
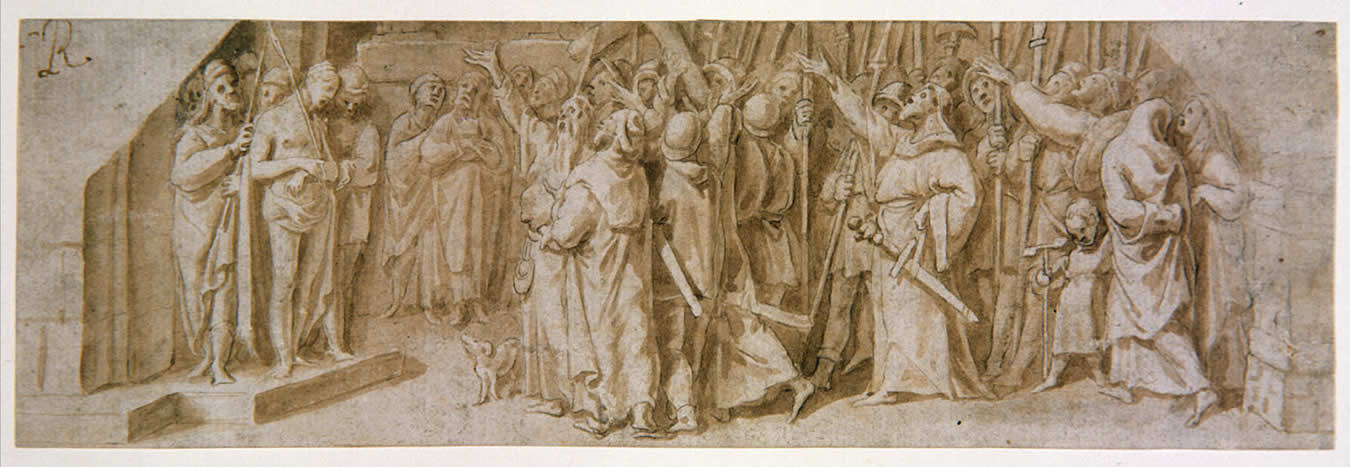
Presentación de Cristo al pueblo de Pedro de Campaña.
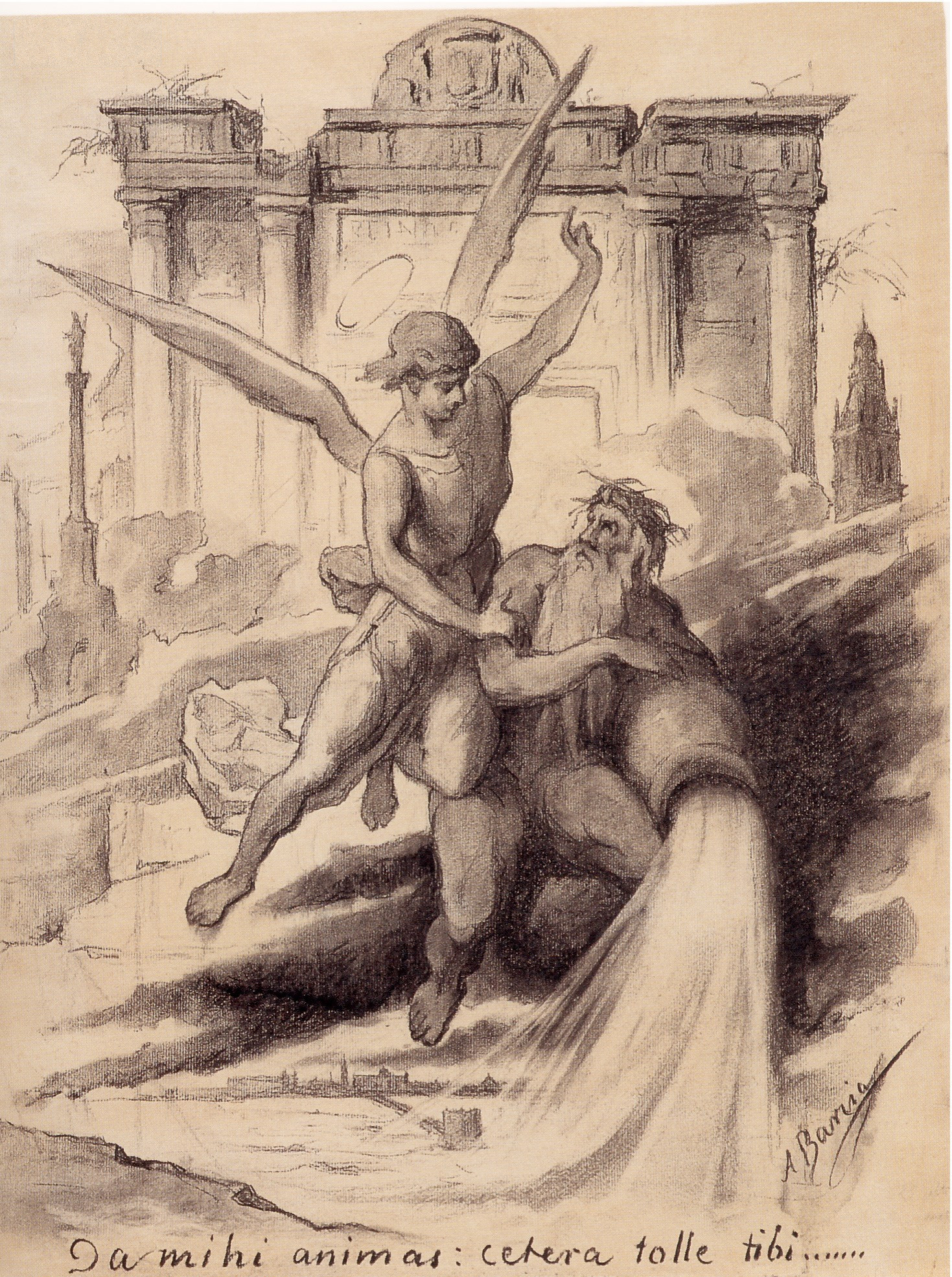
Alegoría de Córdoba y del Guadalquivir de Ángel María de Barcia Pavón.
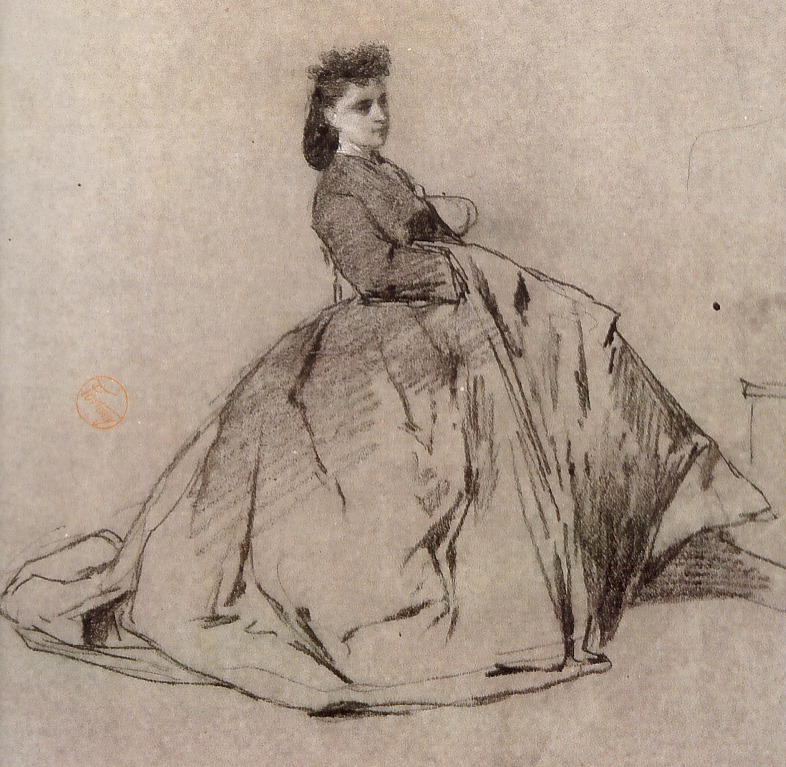
La Señora de Joaquín Agrassot de  Mariano Fortuny.

### Grabados
La colección estable de grabados también sobrepasa en la actualidad el millar de ejemplares en las más varias técnicas de impresión sobre papel. Algunos de ellos aparecen agrupados formando libros, o bien series específicas dotadas de unidad en razón de su autoría o temática. Además de series específicas de las que se pueden ver una edición de los Caprichos y otra de los Proverbios de Francisco de Goya.
En cuanto a obras sueltas o tiradas de un solo autor, están representados los mejores grabados españoles del siglo XVIII, junto a otros del XIX. Significativa es la representación de algunos artistas fundamentales en la historia del grabado contemporáneo de creación, que conectaría con las actitudes de vanguardia en la pintura dentro del periodo conocido como “la edad de plata del arte español”.

### Colección de cerámica y reproducciones
Cuenta también el museo con una pequeña colección de cerámica, de la que destacan dos jarrones japoneses del siglo XIX, cinco recipientes talaveranos de serie azul, varios tinajones trianeros decorados con motivos cordobeses en el taller de Maroto, dos tibores de similares características y alguna que otra vasija procedente de alfares andujanos.
Además cuenta en su colección estable un conjunto de treinta reproducciones en yeso patinado de otras tantas obras famosas de las culturas egipcia, griega, romana y renacentista, que llegaron al museo en 1905 procedentes del antiguo Museo Nacional de Reproducciones.

### Colección Romero de Torres
Ante la cantidad de piezas que integran esta colección se podría hacer un museo propio. De hecho, tras la muerte de María Romero de Torres, la colección se anexionó al museo en espera de la realización de las obras de acondicionamiento del inmueble para su adaptación a Casa-Museo Romero de Torres, donde sería exhibido.
Así, la composición de la misma es muy variada con la biblioteca y archivo particular de los miembros de la familia, todos los muebles y objetos decorativos. De esta va a destacar la colección de piezas arqueológicas y la de pinturas, dibujos, esculturas y grabados, con el protagonismo de las obras relacionadas con la familia directamente.
La Sección de Artes Plásticas se compone de más de 750 obras, destacando, por su número, el apartado correspondiente a los dibujos, con más de 400. Estos dibujos, en su mayoría, corresponden a los ensayos y bocetos de los artistas de la familia, mezclados con otros de interés de artistas de la ciudad y el país. Los grabados suman algo más de 170 obras, teniendo el peso en el siglo XIX.
La Sección de Arqueología es otra de las más interesantes, compuesta por casi 400 obras de diversa variedad que se fechan desde el Calcolítico hasta el siglo XV. La labor de colección arqueológica la comenzó Romero Barros, siendo luego incrementada por su hijo Enrique. Así, la colección se forma con obras del periodo ibérico, pasando por las piezas romanas, visigodas, andalusí, mozárabe, hasta los siglos XIV, XV y XVI.
Otra es la Sección de Cerámicas y Vidrios, compuesta por más de 900 piezas, formada por el especial interés de las mujeres de la familia Romero de Torres, con las funciones de uso y decoración. Un primer grupo, de estas piezas, es el compuesto por platos, fuentes y otros utensilios domésticos de los siglos XVIII al XX. Otro grupo es el compuesto por azulejos muy variados del siglo XVI al XIX. Por último, la colección de vidrio, con más de 400 objetos, que tuvieron en su mayoría una función de uso, situados entre los siglos XIX y XX.
La Sección de Hierros y Metales está compuesta por más de 200 piezas de diferentes tamaños, épocas y características, que jugaron un papel decorativo y utilitario.
La Sección de Mobiliario se compone del conjunto de muebles que en su interior tuvo la vivienda, dominado en él los estilos prototípicos del mueble funcional español y andaluz entre 1850 y 1950.
La última sección es la de Biblioteca, Hemeroteca y Archivo con más de 5000 volúmenes, en la que predominan los temas relacionados con las distintas materias artísticas, junto a libros de poesía, novelas, libros de historia, de cuestión social o, incluso, jurídicos y devocionales. La denominada Hemeroteca está conformada por las diferentes colecciones de periódicos y revistas de propiedad privada. Y, por último, el Archivo está vinculado fundamentalmente a Enrique Romero de Torres por sus investigaciones relativas a estar bajo su cargo la tarea de los Inventarios Artísticos de Córdoba, Cádiz y Jaén.

## Programa de actividades
El museo cuenta con un programa de actividades dedicadas a la difusión de sus fondos y a la puesta en valor de los mismos. Esto se hace mediante actividades didácticas y expositivas dedicadas a todos los públicos; contando con ello, los talleres infantiles, las exposiciones temporales y conferencias sobre artistas u obras del museo.
En los últimos años, debido a la crisis económica, la mayor parte de estas actividades han quedado mermadas. Pero, por el interés y necesidad de la difusión y participación ciudadana, se llevan a cabo actividades puntuales y programadas.
Una de ellas es la de “Artista presenta su obra”, además de las exposiciones temporales que se sitúan en la Sala 1 del museo o, dependiendo de la magnitud de las obras, en las distintas salas del mismo. La mayor parte de las exposiciones situadas en la primera sala del museo están vinculadas al fondo de dibujos y grabados, rotando por su magnitud.

## Autores

### Pintores
Por orden alfabético
| A - E - Juan de Alfaro y Gámez - Baltasar del Águila - José María Báez - Rafael Botí Gaitán - Pedro Bueno - Antonio del Castillo - Pablo de Céspedes - Pedro de Córdoba - José Ignacio Cobo y Guzmán - Desiderio Delgado - Equipo 57 | F - Q - Alejo Fernández - José María García Parody - José Garnelo Alda - Jacinto Lara - Hermano Adriano de León - Tomás Muñoz Lucena - Acisclo Antonio Palomino de Castro y Velasco - Juan de Peñalosa - Andrés Pérez - Casto Plasencia - Dióscoro Puebla | R - Z - José de Ribera - Pedro Romana - Rafael Romero Barros - Julio Romero de Torres - Rafael Romero de Torres - Fray Juan del Santísimo Sacramento - Manuel Salvador Carmona - Lucas Valdés Carrasquilla - Juan de Valdés Leal - Dorothea von Elbe - Juan Luis Zambrano |

### Escultores
Por orden alfabético
| A - I - Miguel Blay - Juan Cristóbal - Pedro Duque Cornejo - Jacinto Higueras - Mateo Inurria | J - Z - Julio Antonio - Juan de Mesa - Agustín Querol - Quintín de Torre - Miguel Verdiguier |

## Donaciones
- Con la Orden de 7 de marzo de 1994 se acepta la donación a favor de la Junta de Andalucía de una pintura de don José Mª Báez y una obra gráfica de doña Dorothea Von Elbe, realizada por sus autores y propietarios (BOJA 50 de 15 de abril de 1994).
- Con la Orden de 25 de abril de 1994, se acepta la donación a favor de la Junta de Andalucía de una pintura de Arne Haugen Sorense, realizada por su autor (BOJA 72 de 20 de mayo de 1994).
- Con la Orden de 5 de mayo de 1994, se aceptan las donaciones a favor de la Junta de Andalucía de un cuadro de Antonio Villatoro, realizado por su autor; y de una pintura de Rafael Botí, realizada por su autor. (BOJA 72 de 20 de mayo de 1994).
- Con la Orden de 13 de mayo de 1994, se aceptan las donaciones a favor de la Junta de Andalucía de un cuadro de don José María García Parody, realizado por su autor; junto a cinco obras gráficas realizadas por sus autores. (BOJA 82 de 4 de junio de 1994).
- Con la Orden de 2 de mayo de 1996, se aceptan las donaciones a favor de la Junta de Andalucía de un cuadro de José Mª García Parody, autor y propietario; tres grabados de Gutiérrez Solana, realizada por don Pedro Bueno Villarejo; y varias obras de José Mª Báez y Dorothea von Elbe. (BOJA 79 de 11 de julio de 1996).
- Con la Orden de 4 de septiembre de 1996, se acepta la donación a favor de la Junta de Andalucía, de Bienes de carácter Histórico, realizada por doña María Romero de Torres Pellicer. (BOJA 120 de 19 de octubre de 1996).
- Con la Orden de 16 de diciembre de 1996, por la que acepta la donación a favor de la Junta de Andalucía de un dibujo de Desiderio Delgado, realizada por don Francisco Bermón Dantas y diez personas más. (BOJA 18 de 11 de febrero de 1997).
- Con la Orden de 7 de septiembre de 2004, se acepta la donación a favor de la Comunidad Autónoma de Andalucía de una obra de Equipo 57 y otra de Lázaro Baldus. (BOJA 188 de 24 de septiembre de 2004).